# Titanic (película de 1997)
Titanic es una película estadounidense de 1997, dramática y de catástrofe, dirigida y escrita por James Cameron y protagonizada por Leonardo DiCaprio, Kate Winslet, Billy Zane, Kathy Bates, Gloria Stuart y Bill Paxton. La trama, una epopeya romántica, relata la relación de Jack Dawson y Rose DeWitt Bukater, dos jóvenes que se conocen y se enamoran a bordo del transatlántico RMS Titanic en su viaje inaugural desde Southampton (Inglaterra) a Nueva York (Estados Unidos) en abril de 1912. Pertenecientes a diferentes clases sociales, intentan salir adelante pese a las adversidades que los separarían de forma definitiva, entre ellas el prometido de Rose, Caledon «Cal» Hockley (un adinerado del cual ella no está enamorada, pero su madre la ha obligado a permanecer con él para garantizar un futuro económico próspero) y el hundimiento del barco tras chocar con un iceberg.
Si bien Jack y Rose son personajes ficticios, varios otros secundarios como Margaret Brown (pasajera de primera clase), Thomas Andrews (diseñador del barco) y Edward John Smith (capitán del buque) son personas que realmente vivieron los acontecimientos históricos del hundimiento del transatlántico en 1912. También son auténticas las escenas del pecio del barco que figuran en las escenas iniciales, para las cuales se destinaron tres millones de dólares estadounidenses del presupuesto total de la producción.
Cameron estaba fascinado por la historia del Titanic, y su interés en él aumentó al reunirse con Robert Ballard, el oceanógrafo que descubrió el pecio en 1985, durante la producción de The Abyss. El cineasta buscó patrocinadores en Hollywood para llevar a cabo una expedición al lugar donde reposa el barco, sin todavía tener la intención de hacer una película en torno a los sucesos. Tiempo después, escribió un boceto para una cinta sobre el hundimiento del Titanic y se lo presentó a los ejecutivos de 20th Century Fox, quienes le dieron «luz verde» al proyecto, a pesar de que no estaban muy convencidos sobre el éxito que pudiera llegar a tener. Cameron no comenzó a escribir el guion sino hasta después de realizar grabaciones del pecio y de estudiar detenidamente a cada uno de los personajes y pasajeros históricos del barco, ya que quería honrar a todos los fallecidos en la catástrofe.
Fox invirtió 57 millones de dólares estadounidenses en la adquisición de 161 874 m² de la costa sur de Playas de Rosarito, Baja California, en México, donde comenzó a construir el Fox Baja Studios, diseñado especialmente para la filmación del proyecto en mayo de 1996. En ese estudio se edificó el barco a escala completa. El rodaje principal comenzó en septiembre de ese mismo año, duró 160 días y se concretó en marzo de 1997. A su vez, la composición de la banda sonora recayó en James Horner y contó con la participación de la cantante noruega Sissel. Al igual que la cinta, gozó de un éxito comercial y crítico; vendió más de treinta millones de copias, once millones de ellas en Estados Unidos, lo que le valió ser certificada «11 x Platinum» por la RIAA. Un segundo álbum, titulado Back to Titanic, se distribuyó a partir del 25 de agosto de 1998, una semana antes del lanzamiento de la película en VHS.
Tras su estreno el 19 de diciembre de 1997 en los Estados Unidos, a pesar de que varios analistas y expertos de la industria vaticinaban un fracaso en taquillas, ya que en su momento era considerada como «la producción más costosa del cine de todos los tiempos», la película se convirtió en un éxito tanto en el aspecto comercial como en cuanto a la evaluación de la crítica: obtuvo un 83 % de aceptación en Rotten Tomatoes y un puntaje de 74 sobre 100 en el Metascore. Tan solo en su primer día en Estados Unidos y Canadá recaudó 8 658 814 de dólares estadounidenses. En su primera semana en carteleras, logró obtener ganancias de 52,9 millones de dólares. Se mantuvo con una recaudación parecida por varias semanas, y permaneció en el primer lugar en Estados Unidos y Canadá por dieciséis semanas consecutivas y en el top 10 hasta la semana número 26. Finalmente, cerró con más de 600 millones de dólares en Estados Unidos y Canadá y más de 1800 millones de dólares a nivel internacional. Con estos números, se convirtió en la película más taquillera de la historia a nivel mundial, título que retuvo por más de una década hasta ser desplazada por Avatar (también dirigida por James Cameron), que recaudó más de 2700 millones de dólares. Actualmente, Titanic ocupa el tercer lugar del listado tras ser superada por Avengers: Endgame en 2019. La película ganó 89 premios, entre los que se encuentran once premios de la Academia (cifra solamente igualada por Ben-Hur y El Señor de los Anillos: el retorno del Rey), cuatro Globos de Oro, ocho galardones Satellite, un par de premios People's Choice, dos más de MTV Movie, un reconocimiento del Sindicato de Actores y una estatuilla Annie.
La película se reestrenó en formato 3D el 4 de abril de 2012, seis días antes de la fecha del centenario de la partida del Titanic de Inglaterra y un mes antes del centésimo aniversario de Paramount Pictures, la otra casa productora de la película. Junto con la recaudación del reestreno, la recaudación total de la película suma 2 264 162 353 dólares.

## Argumento

### 1996

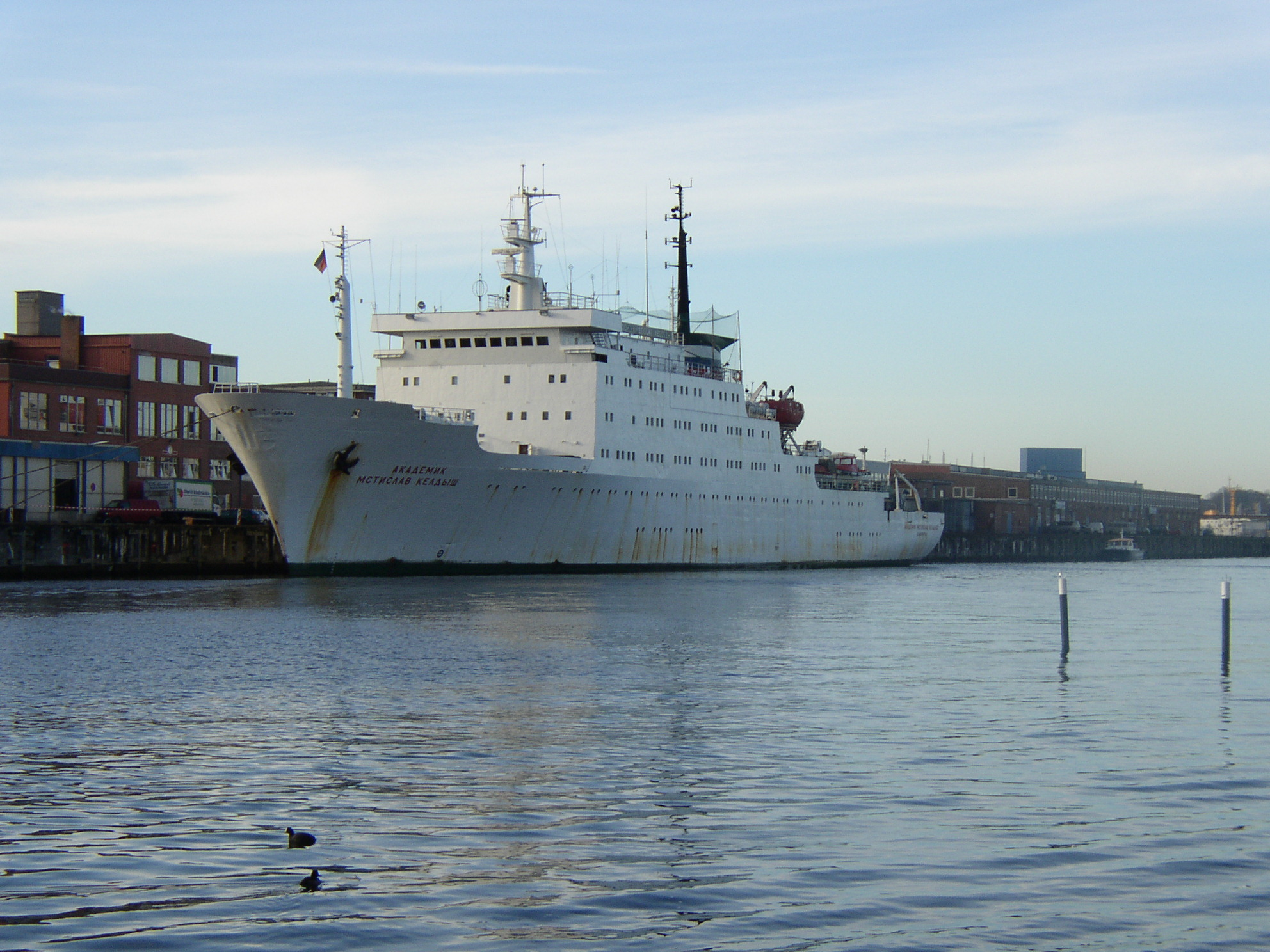
El buque oceanográfico ruso, desde el que se investiga el pecio de Titanic.

En 1996, el buscador de tesoros Brock Lovett (interpretado por Bill Paxton) y su equipo de exploración visitan el pecio del RMS Titanic, con el propósito de explorar los restos y encontrar una gargantilla con un valioso diamante conocido como «el Corazón del Mar». Piensan que tal objeto se encuentra en el que fue el camarote de Caledon «Cal» Hockley, ya que los registros históricos hablan de que el diamante perteneció a dicho personaje. Al enviar un par de batiscafos Mir a investigar el pecio del transatlántico, logran hallar el camarote y en su interior descubren una caja fuerte. Una vez que la suben a la cubierta del  Akadémik Mstislav Kéldysh, Lovett y su equipo se disponen a abrirla con la esperanza de que el Corazón del Mar se halle ahí, pero lo único que se encuentran son papeles mojados y una carpeta que contiene un dibujo al carboncillo de una joven desnuda que tan solo luce una gargantilla. El boceto data del 14 de abril de 1912, la noche en la que el Titanic se hundió al colisionar con un iceberg. Ante tal hallazgo, Lovett decide anunciar sus descubrimientos en televisión para encontrar algún testigo o superviviente que pueda proporcionarle más información acerca del dibujo. Efectivamente, lejos de allí, una anciana de 101 años de edad llamada Rose Dawson Calvert (Gloria Stuart) se sorprende al ver por televisión la imagen del dibujo y llama de inmediato a Lovett para decirle que ella es la mujer que aparece retratada en dicho boceto.
Rose y su nieta, Lizzy Calvert (Suzy Amis), viajan en helicóptero hasta el Akadémik Mstislav Kéldysh. Allí se encuentran con Lovett, quien les da la bienvenida y les ayuda a bajar sus respectivos equipajes, los cuales las mujeres acomodan en un pequeño camarote del buque. El buscador de tesoros procede a preguntarle a la primera sobre el collar. Tras observar una animación por ordenador del naufragio del Titanic (creada por uno de los compañeros de Lovett), así como algunas pantallas con grabaciones del interior del pecio del transatlántico, una emotiva Rose comienza a relatar su experiencia a bordo del barco y confiesa al mismo tiempo que su nombre verdadero es Rose DeWitt Bukater, una de las pasajeras que se creyó que habían muerto en el hundimiento.

### 1912
A continuación, la trama se ambienta en 1912. Rose DeWitt Bukater (Kate Winslet), una joven elegante y refinada del lado más acaudalado de Filadelfia (EE. UU.), aborda la primera clase de pasajeros del recién estrenado RMS Titanic en Southampton (Inglaterra), acompañada de su prometido Caledon «Cal» Hockley  (Billy Zane), hijo de una familia rica de Pittsburgh, y de su madre Ruth DeWitt Bukater (Frances Fisher). Ruth destaca la importancia de la unión entre Rose y Cal, ya que su eventual matrimonio lograría poner fin a los problemas económicos de los DeWitt Bukater, heredados según Ruth por su difunto cónyuge; sin embargo, Rose no lo ama, así que su relación más bien es obligada. Sintiéndose presionada por esto, a sus 17 años de edad, e infeliz por una vida monótona que no le resulta confortable, la joven decide suicidarse la primera noche del viaje y trata de saltar de la popa del Titanic.

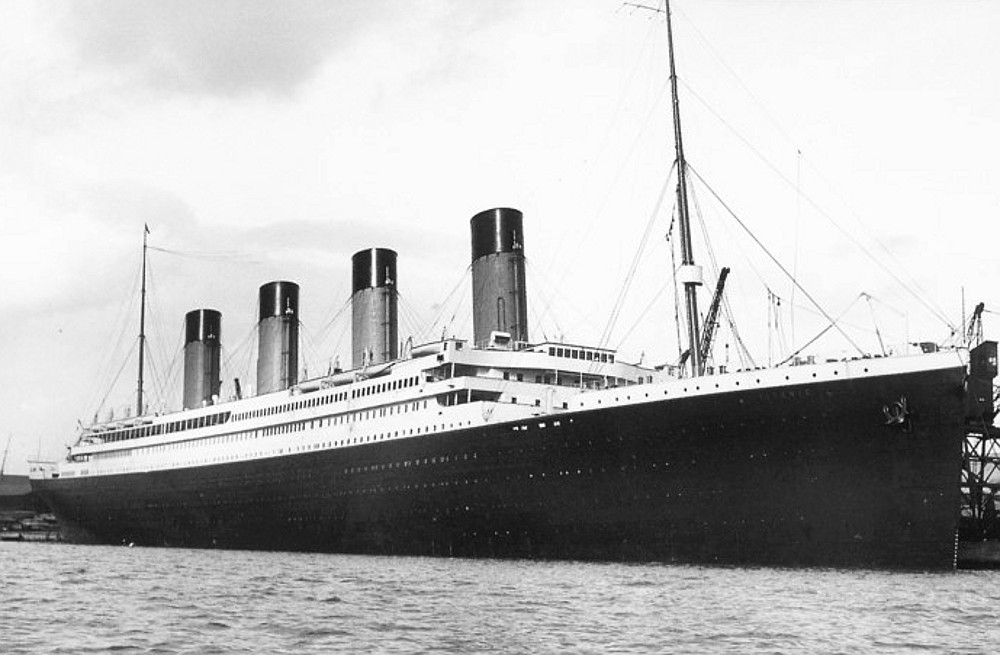
En abril de 1912, Rose aborda, junto a su madre y su prometido Cal, el nuevo y lujoso en su viaje inaugural de Inglaterra a EE. UU. Fotografía del barco original anclado el puerto de Southampton, en los días previos a su partida.

Sin embargo, el intento de Rose es interrumpido por Jack Dawson (Leonardo DiCaprio), un muchacho aventurero de Wisconsin que viajaba en el Titanic como pasajero de tercera clase y había conseguido sus boletos a último momento, durante una partida de póquer con su amigo Fabrizio (Danny Nucci). Jack logra convencerla de no saltar, pero cuando Rose se dispone a regresar a la cubierta, pisa su vestido por accidente y resbala de la barandilla; el joven logra sujetarla y, finalmente, rescatarla, pero cae sobre ella al volver a la cubierta y ambos se quedan en esa posición por un par de segundos. En ese preciso momento, llegan unos oficiales del barco a la escena, alertados por los gritos de Rose cuando colgaba de la popa, y al ver la curiosa posición de ambos suponen que Jack trataba de abusar de Rose. Lo separan de inmediato de la joven y lo detienen. Antes de llevárselo, Rose les miente a todos (incluyendo a su madre y a Cal, que no tardan en llegar ahí) al decirles que Jack en realidad la había rescatado, pues ella había resbalado por accidente al asomarse por mera curiosidad por la popa del barco. Tras la explicación, los oficiales dejan en libertad al joven y ella le insiste a Cal que lo invite a cenar con ellos la noche siguiente, a manera de agradecimiento. Cal acepta, no del todo convencido, a invitar a Jack y luego se despiden de él para regresar a sus camarotes.
A la mañana siguiente, Jack y Rose se encuentran de nuevo en la cubierta y deciden caminar un rato mientras conversan y se conocen más. Jack le cuestiona sobre los motivos que la orillaron a tomar la decisión de suicidarse y Rose le revela brevemente el fastidio que siente por su vida, en la que no puede escoger libremente qué quiere y a quién ama. Poco después evade el tema y consigue enterarse de que Jack dibuja retratos, de mujeres principalmente, algunas de ellas desnudas y provenientes de Francia. Un par de horas después, Ruth y sus amigas pasan junto a la pareja y el encuentro se termina repentinamente una vez que las campanas del barco suenan para anunciar la hora de la cena. Entre las acompañantes de Ruth está Molly Brown (Kathy Bates), quien le pregunta a Jack si cuenta con un traje para asistir a la cena a la que se lo invitó. Al comprender que la respuesta es negativa, la mujer lo invita a su camarote para prestarle la ropa de su hijo. Ya en la cena, se muestra a Jack arribando al comedor de la primera clase, donde se encuentra con Rose. Para sorpresa de la joven, él finge que siempre ha pertenecido a la primera clase al imitar los movimientos y gesticulaciones de otros pasajeros de dicha clase. Después de cenar y conversar con Cal y con otros distinguidos personajes como el constructor del barco, Thomas Andrews (Victor Garber) y el presidente de la naviera White Star Line (propietaria del Titanic), Joseph Bruce Ismay (Jonathan Hyde), Jack se retira del comedor no sin antes darle en secreto a Rose una nota donde le pide encontrarse con él en el reloj de la Gran Escalinata del barco. Todos los demás hombres en la escena se van también del comedor, pero en dirección a la sala de fumadores, tal como era costumbre en la época.
Rose acude minutos después al lugar citado y de allí, se dirige con Jack a la zona de tercera clase, donde se celebraba una fiesta en la que le promete que se divertiría más que en ningún otro instante del viaje. Al llegar ahí, se encuentran con Fabrizio y Tommy (Jason Barry), un nuevo amigo de Jack. Mientras bailan y se divierten, la pareja no se percata de que Spicer Lovejoy (David Warner), el mayordomo y guardaespaldas de Cal, los observa a la distancia. Al día siguiente, mientras se preparan para comer en la terraza privada de su suite, Cal confronta a Rose violentamente y le exige que jamás vuelva a ver a Jack, ya que él es su prometido. Tras esto, se retira del lugar, no sin antes tirar con ira la mesa donde estaban almorzando. Poco después, mientras la joven se cambia en su camarote, entra su madre y conforme le aprieta el corsé que se estaba poniendo, le dice a Rose que es importante que se case con Cal, pues así ambas podrían continuar viviendo entre riquezas sin poner en riesgo «el nombre de su familia». A pesar de que Rose le menciona lo injusta que le parece dicha situación, Ruth le da a entender que «las mujeres no pueden elegir». Al día siguiente, el 14 de abril (tal como la anciana Rose relata), intenta evadir a Jack mientras pasea con Cal y Ruth por la cubierta de botes del Titanic y le afirma que ama a su prometido, aunque Jack sabe que eso no es cierto y le dice que lo único que desea es que ella esté bien. Horas después, antes del anochecer, ella se vuelve a encontrar con él para decirle que tiene razón y que ha cambiado de parecer. Jack no pronuncia ninguna palabra y le pide solamente que se suba a la barandilla de la proa del barco mientras él se queda detrás, cuidando de ella, y que extienda sus brazos a los lados. De manera literal, Rose le dice que se siente «como si estuviera volando» y acto seguido, ambos se besan.

### Choque y hundimiento del barco

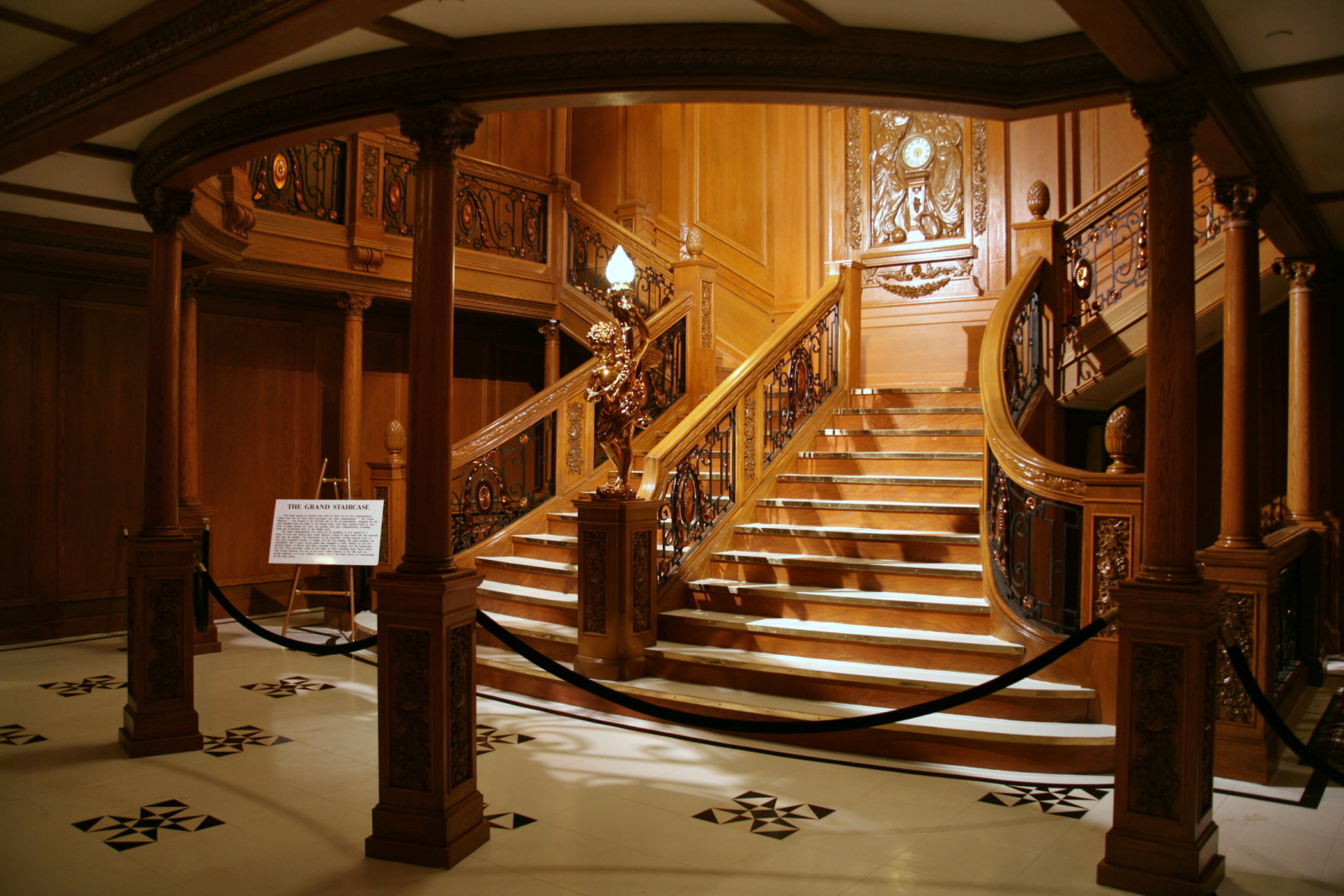
Vista del reloj de las escaleras de primera clase, donde Jack y Rose se encuentran en un par de ocasiones en la película. En la imagen, se aprecia una recreación de la escalera en una exposición sobre el.

Llegada la noche, la pareja se dirige al camarote de ella aprovechando que Cal no está (se encuentra en la sala de fumadores). Allí, Rose inesperadamente le pide que la dibuje desnuda con el Corazón del Mar en el cuello, diamante que le había obsequiado Cal con anterioridad. Jack acepta, un tanto nervioso al principio, y justo cuando finaliza su trabajo y ambos observan la imagen, Lovejoy llama a la joven desde afuera del camarote así que deciden escapar. Tras una persecución a través de los pasillos y el ascensor del barco, la pareja llega a la sala de calderas y las atraviesan hasta dar finalmente con un pequeño compartimiento donde se hallan guardados algunos vehículos y otras cargas de mayor tamaño de los pasajeros. Una vez que optan por entrar a uno de los vehículos, hacen el amor y luego vuelven a escapar antes de que un par de oficiales, informados de la situación por Lovejoy y Cal, logre hallarlos ahí. Consiguen volver a la cubierta, desde donde los miran los vigías en los puestos de observación de icebergs. Instantes después, Frederick Fleet (Scott Anderson) ve en la oscuridad una gran masa de hielo a pocos metros del Titanic, por lo que hace sonar inmediatamente una campana para advertir a los demás del avistamiento. El oficial James Moody (Edward Fletcher) se percata del aviso e informa al primer oficial de a bordo William Murdoch (Ewan Stewart), quien ordena en ausencia del capitán Smith —que se había retirado minutos antes a descansar a su camarote— girar el barco y evadir el iceberg. A pesar de sus intentos para maniobrar de último momento el transatlántico, el barco choca con el témpano por su costado derecho, lo que provoca una serie de brechas en el casco por las cuales se empiezan a inundar los compartimientos inferiores. Tras el fuerte impacto, y conforme los camarotes de tercera clase comienzan a inundarse —lo que provoca la confusión de los pasajeros—, el capitán Smith se reúne con Ismay y Andrews para evaluar los daños. Lo primero que hace es ordenar que se detengan los motores por completo. Andrews observa los planos y minutos después les informa que el barco se inunda con rapidez, por lo que se hundiría en una o dos horas, aproximadamente. Smith, Ismay y los oficiales del navío se asombran ante la noticia, pero proceden a repartir chalecos salvavidas a los pasajeros y a preparar los botes salvavidas para subir primero a las mujeres y los niños de la primera clase. Sin embargo, saben que mucha gente morirá en el hundimiento final porque el barco no cuenta con la suficiente cantidad de botes para rescatar a todos los tripulantes y pasajeros. A pesar de ello, intentan mantener con hermetismo la tragedia con tal de evitar el pánico.
Como testigos del impacto con el iceberg, Jack y Rose deciden acudir al camarote de la joven para advertir a Cal y a Ruth de la situación. En el pasillo se cruzan con Lovejoy, que previamente con Cal había tramado un plan para separar a los jóvenes: informar de un supuesto robo del Corazón del Mar a los oficiales, y luego inculpar a Jack tras colocarle a discreción el diamante en uno de los bolsillos de un abrigo que había tomado prestado. Su plan resulta exitoso y Jack es arrestado por robo y encerrado en un camarote con las manos esposadas. Mientras tanto, en un encuentro entre Rose, Cal y Thomas Andrews, donde ella le pide una explicación, este le confirma que el hundimiento del Titanic es inminente. Al subir a la cubierta, Ruth y Molly se suben a un bote salvavidas, pero cuando le piden a Rose que suba también, la joven rehúsa y escapa. Cal intenta detenerla, pero es incapaz de hacerlo. Los oficiales ordenan bajar el bote de Ruth y Molly, sin poder hacer nada para buscar a Rose siquiera. La joven corre por los camarotes hasta encontrarse con Andrews, a quien le pide ayuda para encontrar a Jack. Este le explica su ubicación no sin antes solicitarle que se apresure a subirse a uno de los botes todavía disponibles. Tras seguir con exactitud la ruta que le explicó Andrews, Rose logra llegar hasta la cabina donde Jack está detenido, esposado a una de las anchas tuberías de la habitación. Al darse cuenta de que la llave de las esposas no se encuentra ahí, la joven opta por pedir ayuda a alguien, mientras esa parte del barco continúa inundándose cada vez más. Minutos después, al no hallar quien pudiera auxiliarlos, Rose vuelve con un hacha que había encontrado por casualidad en uno de los pasillos. A pesar de no ser muy hábil con el manejo de la herramienta, consigue dar un golpe exacto sobre la cadena de las esposas que sujetan a Jack y consigue liberarlo. Ambos escapan de ahí en dirección a la cubierta.
En su camino de vuelta a la cubierta, los jóvenes se encuentran con Tommy y varios pasajeros de tercera clase a los que no se les permite subir a la parte superior del barco, con tal de que no provoquen tumultos en la distribución de los botes. Dada la injusta situación y furiosos por la negligencia de los oficiales, logran echar abajo una de las rejas que imposibilitaba su paso. Finalmente, llegan a cubierta y se percatan de que la mayoría de los botes ya se lanzaron al mar y que uno de los últimos que quedan está destinado aún para mujeres y niños de primera clase. En ese momento se encuentran con Cal, quien le revela a Rose que posee un acuerdo para salvarse no solo él, sino también a Jack; como es lógico, se trata de una mentira fabricada por Cal para alentarla a salvarse y que así luego él pueda abordar el último bote disponible (para esto había acordado su salvación a cambio de dinero con el primer oficial Murdoch). Cuando el bote de Rose comienza a bajar lentamente por el costado del barco, la joven decide saltar de vuelta a uno de los pasillos del Titanic, ya que se da cuenta de que Jack no formaba parte del plan de Cal. Un sorprendido Jack corre a encontrarse con ella en las escaleras del reloj y mientras se besan, ella le dice que no podía abandonarlo ahí. Furioso, Cal los observa y le quita una pistola a Lovejoy para matarlos. Comienza entonces una persecución en las escaleras hasta llegar al comedor, el cual se halla casi inundado por completo. Para entonces, Cal se ha quedado sin balas y deja de perseguirlos. Ahí mismo se entera de que le dejó, por descuido, el abrigo con el Corazón del Mar a Rose y ríe en forma sarcástica. Para regresar a la cubierta, la pareja debe atravesar un pasillo que lleva hasta otra reja cerrada con llave, similar a la que Jack había derribado con Tommy y Fabrizio previamente. Justo en ese momento pasa corriendo un asustado oficial que, a pesar de intentar ayudarles a abrir la reja, opta por huir ante la gran cantidad de agua que inunda el sector. Jack logra abrir la reja y finalmente llegan a la cubierta una vez más.

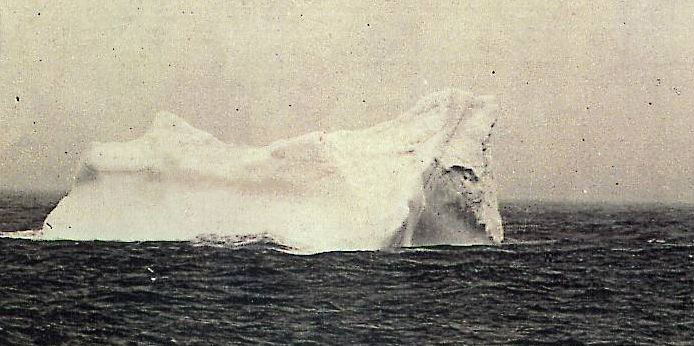
Fotografía del supuesto iceberg contra el cual impactó el Titanic en el océano Atlántico, lo cual provocó su hundimiento.

El Titanic está completamente inundado en su proa, lo cual provoca que la popa se levante cada vez más respecto de la superficie. Además, ya no quedan más botes salvavidas, así que buscan permanecer el mayor tiempo posible en el barco antes del hundimiento final. Entre la multitud de pasajeros que intentan afanosamente llegar a la popa, Jack y Rose alcanzan las barandillas. Esta parte del barco llega a colocarse en posición totalmente vertical, por lo que la estructura no soporta el peso y el transatlántico se parte en dos. Tras esto, la proa se hunde, pero la popa se mantiene a flote unos minutos más, antes de sumergirse también. Para entonces, han perecido varios personajes como Lovejoy (que cae justo en medio del sector donde se parte el barco), el capitán Smith (quien se ahoga mientras se hallaba frente a la rueda del timón del barco) y Murdoch (que se suicida al dispararle a Tommy y a otro pasajero, mientras intentaba mantener el orden en la cubierta). Un aspecto notable es que Jack no poseía un salvavidas así que, cuando la popa se hunde por completo, es succionado por la misma inercia del Titanic, aunque logra encontrarse con Rose unos minutos después. Varios pasajeros entran en pánico al quedar flotando en las heladas aguas del Atlántico, sin posibilidades de ser rescatados por los botes salvavidas. A pesar de que Molly intenta convencer a Robert Hichens (Paul Brightwell), el oficial de su bote, de regresar a por más supervivientes, este se niega y ella no tiene más opción que dejar de insistir. Mientras tanto, Jack y Rose nadan hasta llegar a un trozo de madera que flotaba por ahí, al cual intentan subirse, pero el peso de ambos provoca que la estructura colapse. Por lo tanto, Jack le pide que se suba mientras él la cuida. A pesar de que ambos creen que los botes regresarán a por ellos, el único bote que vuelve no llega ahí sino hasta horas después, cuando Jack ha fallecido por hipotermia, al igual que la mayoría de los pasajeros. Afortunadamente, Rose logra mantenerse consciente todo el tiempo y cuando escucha el bote llegar, no sin antes despedirse emotivamente de Jack antes de soltar su cadáver, llama la atención de sus tripulantes con ayuda del silbato del jefe de oficiales Henry Wilde (Mark Lindsay Chapman). El bote, al mando de Harold Lowe (Ioan Gruffudd), se percata de esto y rescata a Rose.

### Final
La anciana Rose revela que solamente 6 personas de las 1500 que no alcanzaron un bote lograron ser rescatadas del agua, incluyéndola a ella. También habla de los minutos posteriores a su rescate, cuando la llevan junto a los demás supervivientes del naufragio a la cubierta del RMS Carpathia. Allí casi topa con Cal, pero evita encontrarse con él, y en el tiempo presente menciona que era la última vez que lo vería (posteriormente, revela que el adinerado hombre se suicidaría en 1929, tras la caída de la Bolsa de Nueva York de dicho año, que desataría la Gran Depresión). El Carpathia llega finalmente a Nueva York el 18 de abril de 1912, y cuando está a pocos metros de la Estatua de la Libertad, Rose descubre el Corazón del Mar en uno de los bolsillos de su abrigo. Segundos más tarde, cuando un oficial le solicita su nombre para registrarla, se identifica a sí misma como Rose Dawson, el apellido de Jack. Sin embargo, la anciana Rose no comenta lo del diamante, por lo que Lovett no se percata de que aún lo tiene en su poder. De esta forma, finaliza su relato y los miembros del Kéldysh que habían escuchado su anécdota se aprecian emocionados hasta las lágrimas. Entre ellos se encuentran Lovett y su nieta Lizzy. Sin que nadie se percate, Rose arroja al océano el Corazón del Mar por la popa del Kéldysh y se retira a su camarote a dormir. Antes de los créditos finales, se aprecia a la anciana Rose en su cama con los ojos cerrados y una serie de fotografías de ella en su juventud tras el naufragio del Titanic. Segundos después, las tomas del barco hundido se transforman en el lujoso transatlántico, recuperando el aspecto con el cual había partido en su viaje inaugural, y se aprecia a Rose entrando por sus pasillos hasta llegar a las escaleras del reloj, donde la reciben con alegría todos los fallecidos en el desastre, entre ellos Jack. Una vez que la pareja se besa, todos aplauden y la cinta se termina.

## Reparto principal

### Personajes ficticios

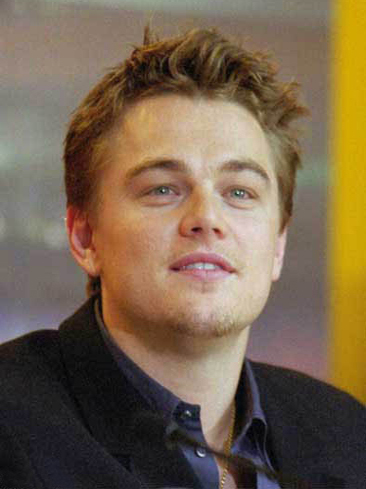
Leonardo DiCaprio interpreta a Jack Dawson.

- Leonardo DiCaprio como Jack Dawson: Cameron mencionó que necesitaba que los actores sintieran como si en verdad hubieran viajado a bordo del Titanic, que experimentaran esa vivacidad y que «tomaran esa energía y se la dieran a Jack, que es un artista capaz de exaltar su corazón».[42] El personaje es un sujeto de Wisconsin de clase baja que ha recorrido varias partes del mundo, entre ellos París, y que gana dos boletos para viajar en el Titanic en un juego de póquer, con lo que aborda el barco como un pasajero de tercera clase con su amigo Fabrizio. En el navío, se enamora a primera vista de Rose, a quien conoce cuando ella intentaba tirarse de la popa en un intento de suicidio. Por rescatarla, lo invita a cenar con los demás pasajeros de primera clase esa noche y así empieza su relación amorosa. Durante las audiciones, se consideró a varios actores para el papel de Jack, entre ellos Matthew McConaughey, Chris O'Donnell, Billy Crudup y Stephen Dorff; sin embargo, Cameron creyó que varios de ellos eran muy viejos para interpretar a un personaje concebido como de veinte años de edad.[43][17][44][45] De acuerdo con el sitio web Media Awareness Network, «Tom Cruise expresó interés en [interpretar] el personaje, pero no fue tomado en cuenta con seriedad».[17] Cameron se interesó en DiCaprio, que en ese entonces tenía 22 años de edad, gracias a la intervención de la directora de casting Mali Finn.[43] En un inicio, DiCaprio no quería interpretar a Jack e incluso rehusó leer su primera escena romántica en el set. Cameron señaló al respecto: «Lo leyó una vez, luego empezó a hacerse el tonto por ahí y nunca pude hacer que se enfocara en el personaje otra vez. Pero por un instante, un eje de luz vino desde el cielo e iluminó el bosque [sic]».[46] Cameron confió fuertemente en la habilidad histriónica del joven y le dijo: «Mira, no voy a hacer a este chico como alguien melancólico y neurótico. Tampoco voy a darle un tic y una cojera y todas las cosas que quieras».[47][43]

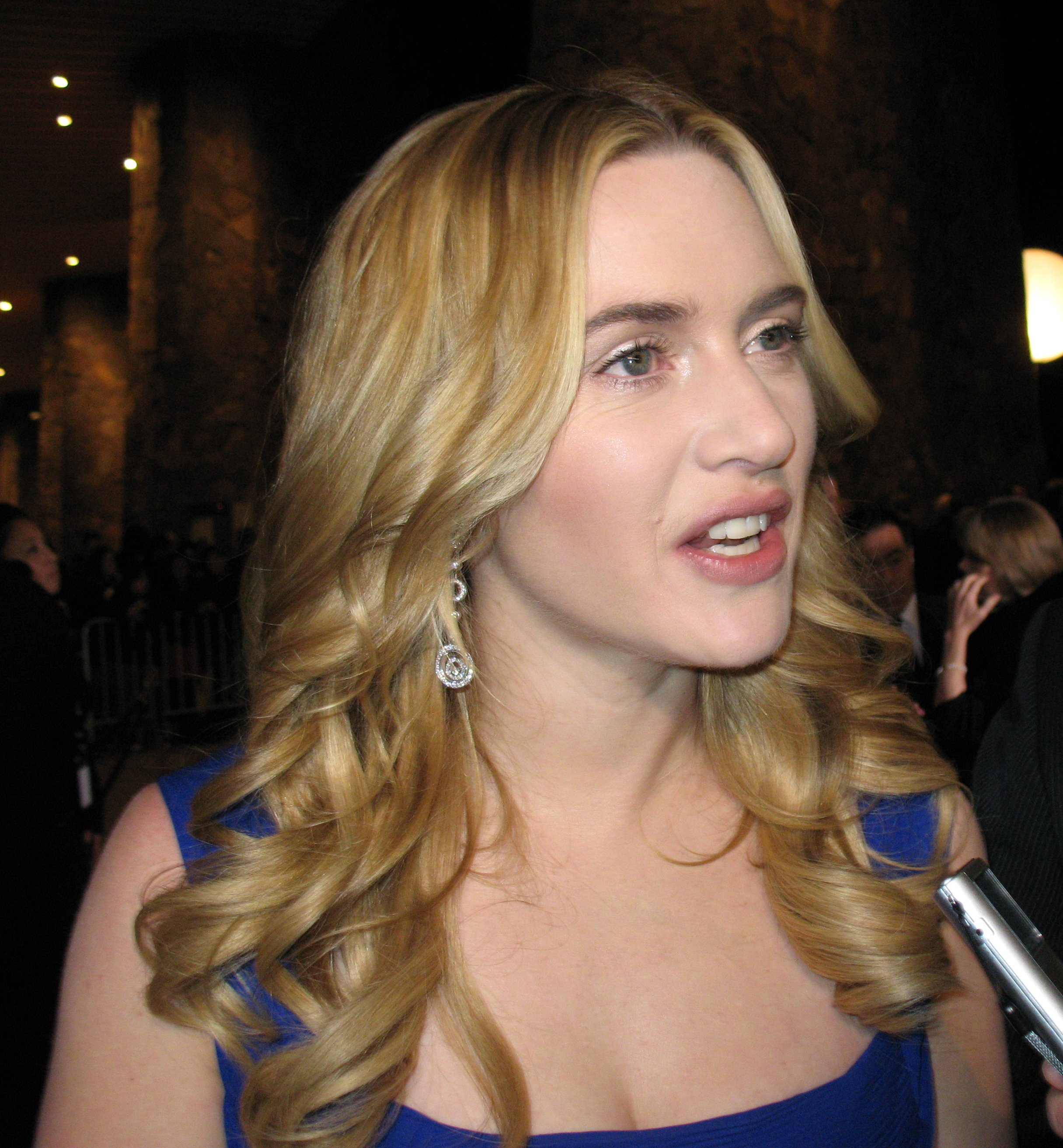
Kate Winslet interpreta a Rose DeWitt Bukater.

- Kate Winslet como Rose DeWitt Bukater: una joven de diecisiete años originaria de Filadelfia, forzada a comprometerse con Caledon Hockley, un adinerado y arrogante magnate de treinta años, para que ella y su madre, Ruth, pudieran preservar su estatus de clase alta tras las deudas que su padre les dejó. Rose aborda el Titanic con Cal y Ruth como pasajeros de primera clase, y es ahí donde conoce a Jack. Cameron comentó que Winslet «tenía eso que uno busca» y que «poseía una calidad en su rostro, en sus ojos», por lo que «[él] simplemente sabía que la audiencia estaría lista para entenderse con ella [y su personaje]».[42] A su vez, la actriz señaló que Rose «tiene mucho que dar, y posee un corazón muy abierto. Quiere explorar el mundo y tener aventuras, pero [siente] que eso no ocurrirá».[42] Gwyneth Paltrow, Claire Danes y Gabrielle Anwar habían sido consideradas para este papel previamente.[43][48][49] Cuando ellas no aceptaron la invitación, Winslet (de 21 años de edad en ese entonces) insistió para quedarse con aquel rol. Para esto, envió en forma diaria cartas desde Inglaterra que decían «Soy tu Rose» y solo así fue que el director decidió llamarla a Hollywood para que audicionara.[50] Al igual que ocurrió con DiCaprio, Mali Finn la presentó con Cameron. Según Entertainment Weekly, aun después de su exitosa audición, Cameron se mostró «un tanto dudoso». Algunos medios consideran que fue el entusiasmo de Winslet para obtener el papel lo que hizo que el director finalmente accediera a darle el personaje. Por ejemplo, en una ocasión «ella le mandó una tarjeta acompañada de una rosa y firmada con la leyenda 'De tu Rose', para luego hablar con él por teléfono». En otro momento, le dijo directamente: «¡Tú no lo entiendes! ¡Yo soy Rose! ¡No sé por qué sigues viendo a cualquier otra!».[43] De acuerdo con la propia actriz en una entrevista para el programa televisivo The Today Show, tuvo que bajar de peso de 84 kilogramos (185 lb) a 54 kilogramos (119 lb) para personificar a Rose. Además, se vio en la necesidad de practicar su inglés para «perfeccionarlo», ya que el período histórico lo requería según su propia noción.[51] Respecto al personaje, Cameron indicó que lo había concebido sobre la base de Audrey Hepburn.[43]

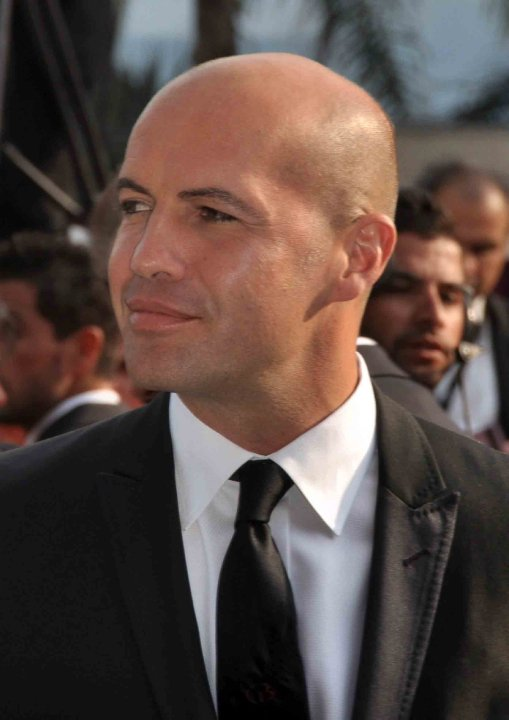
Billy Zane interpreta a Caledon Nathan «Cal» Hockley.

- Billy Zane como Caledon Nathan «Cal» Hockley: Cal es la pareja sentimental de Rose, un adinerado de 32 años de edad (que es además el heredero de una gran fortuna en Pittsburgh) quien a la vez funge como el antagonista de la película. Posee una personalidad arrogante y exclusivista. A lo largo de la historia, debido a la relación de Rose con Jack, va adoptando un perfil de desconcierto, celos y crueldad. En las escenas finales, se revela que se suicidó tras perder toda su fortuna en la crisis de 1929. Originalmente la interpretación de Cal le fue ofrecida a Matthew McConaughey, a quien también se consideró para Jack, pero este no aceptó.[17]

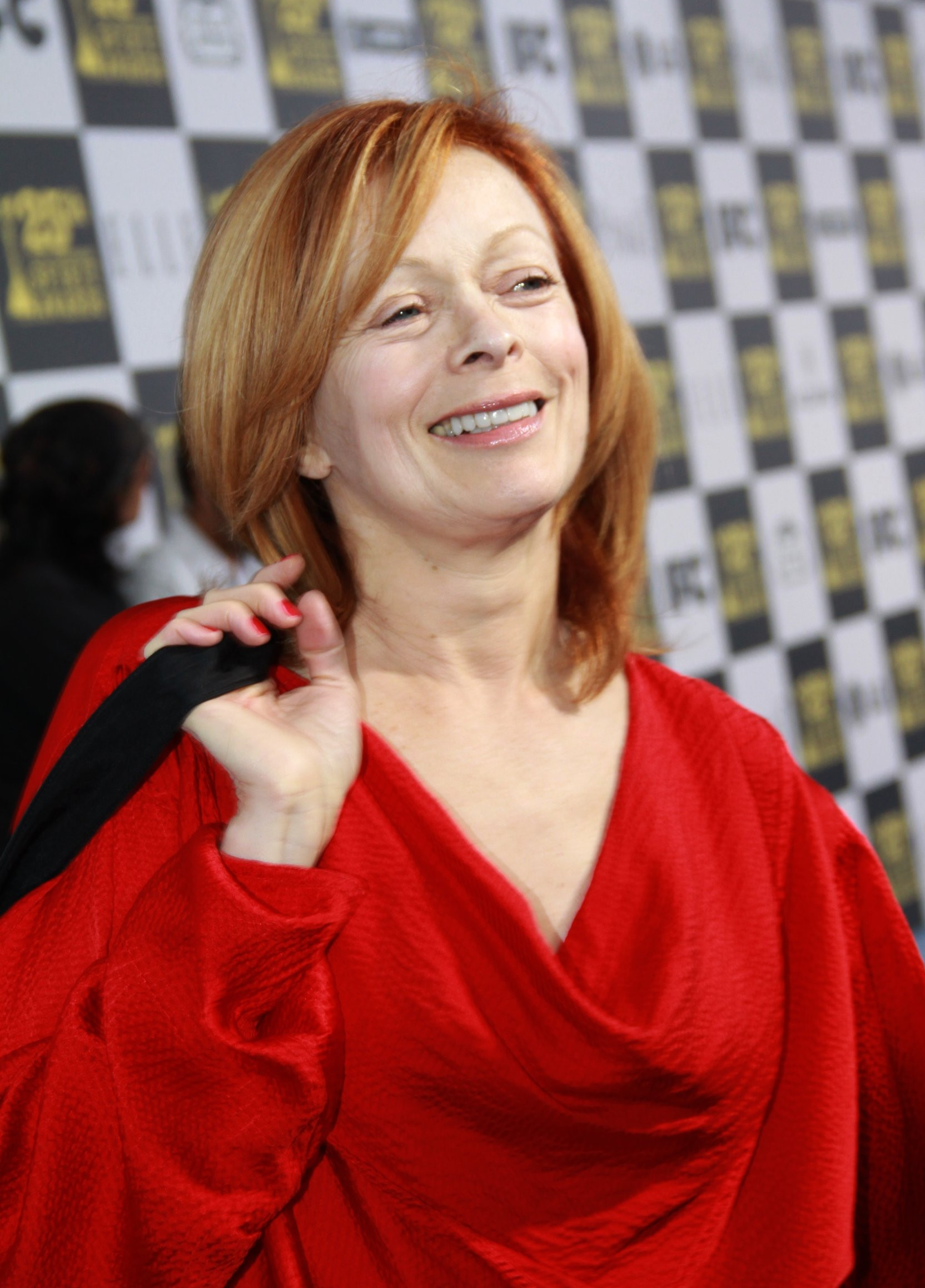
Frances Fisher interpreta a Ruth DeWitt Bukater.

- Frances Fisher como Ruth DeWitt Bukater: la madre viuda de Rose, quien desea que su hija contraiga matrimonio con Cal para así mantener el alto estatus económico de su familia. Ama a su hija, pero cree que la posición social es un aspecto muy importante, por lo que muestra un cierto desprecio hacia Jack, aun cuando este salvó a su hija de caer de la popa del barco.

- Gloria Stuart como Rose Dawson Calvert: la misma protagonista solo que con una edad de 100 años. La actuación de Stuart cobra especial importancia, ya que la película se narra en un contexto moderno a manera de anécdota de una anciana Rose, recurso que se conoce como «framing device».[n. 1] Sobre el personaje, el cineasta recalcó: «Con tal de ver el presente y el pasado, decidí crear una superviviente ficticia que tiene [casi] 101 años, y ella es la que nos conecta de alguna forma a través de la historia».[42] La anciana Rose le proporciona información sobre el hundido Titanic a Lovett, aunque el propósito de este es conocer más sobre el «Corazón del Océano», un colgante con un valioso diamante de color azul que supuestamente se extravió durante el naufragio. Lo anterior ocurre justo después de que Lovett encuentra un dibujo de Rose desnuda, en el que solamente porta el colgante en su cuello, lo cual despierta su interés en esa mujer. Así, ella le cuenta la historia de cómo abordó el Titanic, siendo la primera vez que revela su anécdota a alguien. Los responsables de la producción del filme tuvieron que hacer lucir más anciana a la actriz, quien tenía para entonces 87 años de edad.[17] En cuanto a haber elegido a Stuart para este rol, Cameron añadió: «Mi directora de casting fue quien la encontró. A ella le asignamos la misión de encontrar a actrices retiradas de la época de Oro del cine de los años 1930 y 1940».[10] De hecho, Cameron dijo que él no sabía quién era Stuart para ese entonces; Fay Wray fue otra actriz considerada para el papel. «Pero [Stuart] simplemente encajó en el personaje, tan lúcida y con un gran espíritu. Vi la conexión entre su espíritu y el espíritu [de Winslet]», señaló el director. «Aprecié este joie de vivre en ambas, y pensé que la audiencia sería capaz de asimilar de forma cognitiva que se trata de la misma persona», añadió.[10][n. 2] Tanto Winslet como Stuart consideraron que Rose muere al final de la película,[52][53] aunque Cameron menciona en su comentario de la edición DVD de la cinta que él prefiere dejar que el espectador forme su propia interpretación sobre el final de Titanic.[54] Stuart falleció en septiembre de 2010, a la edad de 100 años, aproximadamente la misma edad que tenía su personaje en la película.[55]

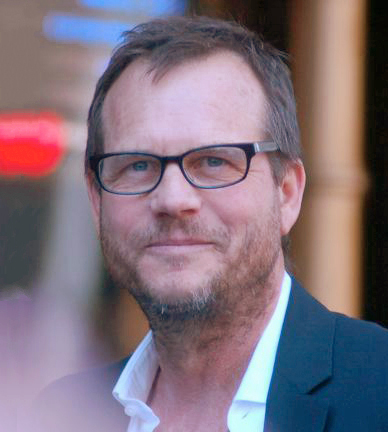
Bill Paxton interpreta a Brock Lovett.

- Bill Paxton como Brock Lovett: un cazador de tesoros que busca el «Corazón del Mar» entre los restos del Titanic en una época moderna. No obstante, se ha empleado mucho tiempo y presupuesto en este proyecto por lo que Lovett se halla desesperado. Más tarde, en la conclusión del filme, menciona que a pesar de haber pensado en el barco por tres años, nunca lo comprendió del todo hasta que escuchó la historia de Rose.

- Lewis Abernathy como Lewis Bodine: el amigo de Lovett, que duda sobre si la anciana Rose dice la verdad. En una escena, le muestra a Rose, con poca consideración, cómo se hundió el barco por medio de una simulación por computadora. Cuando Rose termina de contar la historia, luce más simpático y le informa a la anciana que no hay documento alguno donde se hable de la existencia de Jack.

- Suzy Amis como Lizzy Calvert: la nieta de Rose, quien la acompaña cuando ella visita a Lovett en su barco de expedición.

- Danny Nucci como Fabrizio De Rossi: el mejor amigo de Jack de nacionalidad italiana, quien aborda el Titanic una vez que Jack gana dos boletos en un juego de póquer. Murió en el momento de la caída de la chimenea 1.

- David Warner como Spicer Lovejoy: un antiguo alguacil inglés de la Agencia de Detectives Pinkerton, así como el auxiliar y guardaespaldas de Cal, cuya labor en la película es vigilar de cerca a Rose y a Jack, pues tiene ciertas sospechas sobre las circunstancias en las que Jack rescató a la joven de caer en la popa (pensó que en realidad forcejeaba con ella, ya que solamente vio cuando este yacía encima de Rose tras el esfuerzo que implicó salvarla).

- Jason Barry como Thomas «Tommy» Ryan: un pasajero de tercera clase de nacionalidad irlandesa que se hace amigo de Jack y Fabrizio. Murió por un disparo del oficial William McMaster Murdoch.

### Personajes históricos

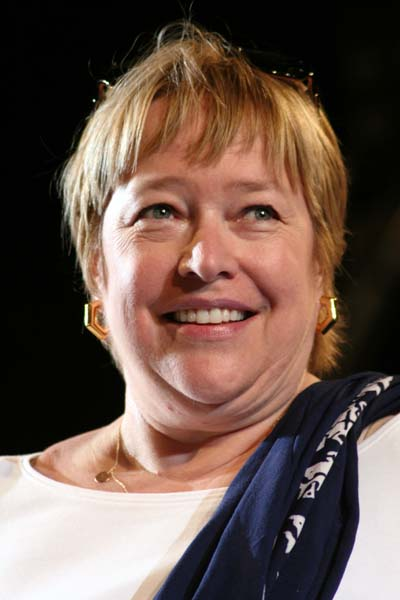
Kathy Bates, intérprete de Molly Brown.

- Kathy Bates como Margaret Brown: Brown es rechazada por sus propias compañeras de primera clase, entre ellas Ruth, al ser catalogada como una mujer «vulgar» y «nueva rica», debido a su repentina riqueza. Se hace amiga de Jack y le presta un esmoquin (el cual compró originalmente para su hijo) para que este se presente de manera formal a la cena a la que fue invitado por Cal, en el área de los pasajeros de primera clase. Aunque Brown realmente existió y se convirtió en una «heroína estadounidense», Cameron decidió no mostrarla tal cual fue en la vida real. Algunos historiadores la apodaron «La insumergible Molly Brown», pues, con el apoyo de otras mujeres, logró confiscarle el bote salvavidas 6 al oficial de intendencia Robert Hichens.[56][57] Algunos aspectos de este altercado aparecen en una de las escenas de la película.

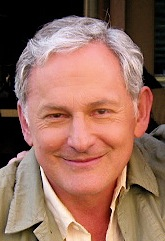
Victor Garber, intérprete de Thomas Andrews.

- Victor Garber como Thomas Andrews: el diseñador del barco, quien parece amable y simpático y se muestra un tanto modesto con respecto a su labor en el Titanic. Tras el choque del barco, intenta convencer a los demás, sobre todo a Ismay, de que es «matemáticamente posible» que el Titanic se hunda. Durante el siniestro, aparece en una escena parado junto al reloj que hay en el salón de fumadores de la primera clase, lamentándose sobre su fallo al no haber construido un barco fuerte y seguro. No obstante, se desconocen las circunstancias en las que murió el verdadero Andrews.[7]

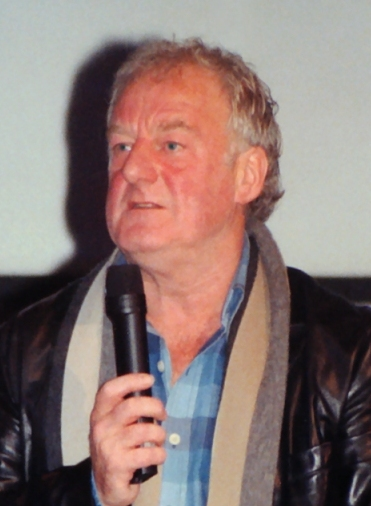
Bernard Hill, intérprete de Edward John Smith.

- Bernard Hill como el capitán Edward John Smith: el capitán del Titanic que planeaba, según algunas versiones, que este fuese su último viaje antes de retirarse de su cargo.[58] Esto influye de alguna manera en su decisión de aumentar la velocidad del barco con tal de ser reconocido en la prensa tras concluir el viaje. Más tarde se revela que dicha decisión se tomó con base en su vasta experiencia como capitán, ya que supuso que cualquier bloque de hielo lo suficientemente grande como para hundir el barco debía ser visible desde una cierta distancia, por lo que podrían evitar cualquier impacto. Casi en las escenas finales, se ve a Smith en el puente del Titanic y muere poco después, cuando el agua rompe los cristales del cuarto mientras se aferra a la rueda del timón. Se ha discutido sobre si en verdad Smith murió así o si se congeló en el agua helada tras el naufragio, con base en los reportes conocidos, donde hubo quienes aseguraron haberlo visto cerca de uno de los botes salvavidas que se volcaron.[59][60]

- Jonathan Hyde como Joseph Bruce Ismay:[2][61] un empresario que en la película aparece como un pasajero rico e ignorante de primera clase, quien usa su posición como director de la White Star Line para influenciar al capitán Smith con tal de que este último acceda a incrementar la velocidad del barco bajo la excusa de que una llegada adelantada a su destino, Nueva York, traería consigo una significativa atención de la prensa. Tras el impacto, se niega a creer que su barco «insumergible» está a punto de desaparecer en las profundidades del océano. Al final, se le ve en una de las escenas infiltrándose en un bote salvavidas para escapar del siniestro.

- Eric Braeden como el coronel John Jacob Astor IV: un pasajero de la primera clase a quien Rose considera como el hombre más rico a bordo del Titanic. En la cinta, se muestra a Astor y a su esposa Madeleine, de 18 años de edad, específicamente en la escena donde son presentados a Jack por Rose en el comedor de primera clase. En esa breve conversación, Astor le pregunta a Jack si está conectado de alguna forma con los 'Dawson de Boston' (refiriéndose a su apellido), a lo cual el joven contesta que, por el contrario, pertenece a los Dawson de Chippewa, Wisconsin. Astor es visto por última vez en una de las escenas finales de la película, cuando el domo de cristal de la Gran Escalera estalla y el agua comienza a entrar por ahí. No obstante, en la realidad, Astor murió aplastado cuando una de las chimeneas del barco se derrumbó.[62] Por otra parte, su esposa sobrevivió al subirse a uno de los últimos botes salvavidas del Titanic, aunque esto no aparece en el filme.[63][64]

- Bernard Fox como el coronel Archibald Gracie IV: en el filme, Gracie hace un comentario a Cal en el cual le dice que «las mujeres y las máquinas no deben mezclarse», además de felicitar a Jack por salvar a Rose de caer del barco, aunque nunca supo que en realidad se trató de un intento de suicidio de la joven. Si bien en la cinta el personaje aparece con un marcado acento británico, en la vida real era estadounidense. Sobrevivió al siniestro gracias al plegable B, un bote que se volcó cuando se intentaba bajarlo del techo de los camarotes de oficiales,[65] y luego fue recogido por el bote salvavidas n.º 12, uno de los botes que regresó para buscar supervivientes en las gélidas aguas tras el hundimiento.[66][67] Cabe añadirse que Fox también interpretó a uno de los vigías en la película La última noche del Titanic (1958), la cual también retrata el naufragio del barco.[68]

- Michael Ensign como Benjamin Guggenheim:[2][69] un magnate de la minería que viaja en la primera clase. Exhibe a su amante francesa, Madame Aubert, a sus compañeros de viaje mientras su familia lo espera en su hogar. Cuando Jack se reúne con los demás pasajeros de la primera clase, Guggenheim lo etiqueta como un «bohemio».

- Jonathan Evans-Jones como Wallace Hartley:[2][70] el director de la banda a bordo del barco y violinista que interpreta música vivaz con sus colegas músicos en la cubierta de botes mientras el Titanic se hunde lentamente. Ya cuando la cubierta está a punto de quedar sumergida, dirige a la banda en una última interpretación del tema religioso «Más cerca, oh Dios, de ti» y al final muere. Se ha discutido al respecto acerca de si el grupo tocó la anterior pieza o un vals llamado «Songe d'Automne» como última melodía a bordo del barco.[71]

- Ewan Stewart como el primer oficial William McMaster Murdoch:[2][72] el oficial que estaba a cargo del puente en la noche que el barco chocó contra el iceberg. Durante una especie de revuelta general de los pasajeros por ocupar un sitio en los botes salvavidas, Murdoch le dispara a Tommy así como a otro pasajero en un pánico momentáneo, por lo que instantes después se suicida al sentirse culpable por dichas tragedias. Sin embargo, en los hechos reales, no se sabe exactamente cómo murió. Cuando el sobrino de Murdoch, Scott, vio la película, decidió objetar la interpretación de su tío al considerar que dañaba su reputación heroica.[73] Para remediar la situación, el vicepresidente de la productora Fox, Scott Neeson, viajó a Dalbeattie (Escocia) para ofrecer sus disculpas a la familia.[74] Cameron, a su vez, se disculpó también en los comentarios del DVD, aunque apuntó que sí hubo oficiales que realizaron algunos tiros con tal de hacer valer la política de «las mujeres y los niños van primero», en referencia a los pasajeros que debían ser rescatados con mayor prioridad en los botes salvavidas.[75]

- Jonathan Phillips como el segundo oficial Charles Lightoller:[2] el oficial de más alto rango que sobrevivió a la tragedia.[76] En uno de los segmentos de la película, Lightoller le dice al capitán que sería difícil poder observar icebergs a distancia. Más tarde, es visto empuñando un arma e intentando usarla para mantener el control en la cubierta. Asimismo, aparece en otra escena en la parte superior del bote plegable B, cuando la primera chimenea colapsa.

- Mark Lindsay Chapman como el jefe de oficiales Henry Wilde:[2] es quien le permite a Cal abordar un bote debido a que en ese momento tenía a una niña en sus brazos. Antes de morir, intenta hacer volver los botes al Titanic con tal de rescatar a más pasajeros con ayuda de su silbato. En las escenas finales, se ve el cuerpo congelado de Wilde con el peculiar silbato, el cual usa Rose para atraer la atención del quinto oficial Lowe, lo que a final de cuentas le ayuda a ser rescatada. Aunque algunas hipótesis afirman que el verdadero Wilde se suicidó, se desconocen cuáles fueron las causas de su muerte.[77]

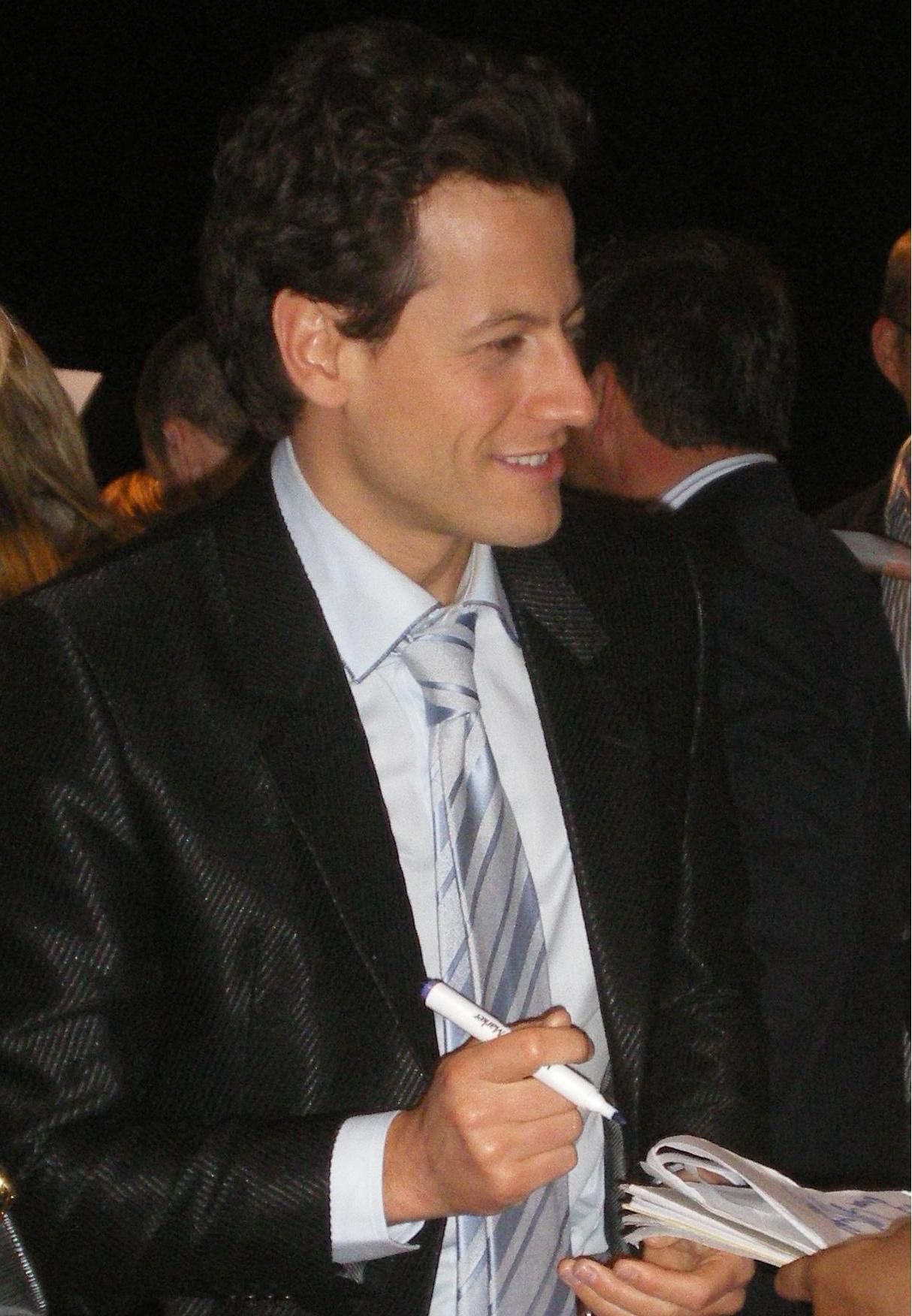
Ioan Gruffudd, intérprete de Harold Lowe.

- Ioan Gruffudd como el quinto oficial Harold Lowe: el único oficial del barco que decide regresar en uno de los botes salvavidas al lugar donde las personas cayeron en el océano para intentar salvar a más supervivientes.[78] En la película, Lowe es quien rescata a Rose mientras ella luchaba por su vida en las gélidas aguas del Atlántico, llamando la atención del oficial con un silbato.

- Edward Fletcher como el sexto oficial James Moody:[2] el único suboficial del Titanic que muere en la tragedia.[79] En la cinta, Moody es quien permite el ingreso de Jack y Fabrizio al barco momentos antes de su partida de Southampton. Más adelante, aparece nuevamente siguiendo las órdenes del primer oficial Murdoch de acelerar al máximo la velocidad del barco; después, aparece recibiendo la llamada del vigía Frederick Fleet alertando sobre la presencia del iceberg con el que choca el transatlántico, y es quien informa rápidamente a Murdoch acerca del témpano de hielo.

- Paul Brightwell como el contramaestre Robert Hichens:[2][80] uno de los seis oficiales de marina a bordo del Titanic, quien se hallaba en la rueda de timón al momento del impacto contra el iceberg. Estaba a cargo del bote salvavidas número 6, el cual es notable, ya que Hichens se negó a volver a la zona del hundimiento para rescatar a posibles supervivientes. Debido a ello, Molly Brown decidió tomar el control del bote y volver a dicha zona.

### Cameos
Varios tripulantes del buque ruso Akadémik Mstislav Kéldysh aparecen en la película, de entre los cuales sobresale Anatoly Sagalevich, creador y piloto del batiscafo Mir. Anders Falk, quien grabó un documental sobre los sets de la película para la Sociedad Histórica del Titanic (THS, por sus siglas en inglés), hace igualmente un cameo en la cinta como el inmigrante sueco a quien Jack Dawson conoce cuando entra a su camarote. Ed y Karen Kamuda, entonces presidente y vicepresidenta de la THS respectivamente, también tuvieron una participación breve en la película. A su vez, el actor Barry Dennen hizo una aparición a manera de cameo como un hombre orando.
El propio Cameron hizo cameos en 12 ocasiones diferentes a lo largo de la película, incluyendo una escena donde uno de los oficiales rasura a un tripulante del barco previo a su partida. Los actores Greg Ellis y Oliver Page aparecieron como tripulantes del Titanic y del RMS Carpathia respectivamente.

## Producción

### Antecedentes y redacción del guion
La historia no podría haber sido escrita mejor... La yuxtaposición de los ricos y los pobres, los roles del género que duran hasta la muerte (las mujeres primero), el estoicismo y la nobleza de una época pasada, la magnificencia del gran barco igualado en escala por la locura de los hombres que con empeño lo condujeron a la oscuridad. Y encima de todo la lección de que la vida es incierta, el futuro es desconocido... lo impensable es posible.
dijo: James Cameron.

James Cameron tenía una fascinación con los naufragios y en su opinión, el del Titanic era «el Everest de los naufragios». Su interés en el transatlántico aumentó cuando se encontró con el explorador Robert Ballard, que había descubierto el pecio en 1985. Esta reunión se dio durante la producción de The Abyss, dirigida por Cameron. Este último decidió a partir de ello hacer una expedición submarina, y manifestó que todavía tenía una «inquietud mental» por vivir la vida que había rechazado cuando decidió cambiar las ciencias por las artes en la universidad. Así que cuando se realizó una película en formato IMAX a partir de las grabaciones del pecio, decidió buscar patrocinadores en Hollywood para «pagar una expedición y hacer lo mismo [en relación a grabar directamente el lugar de los restos]». «No era porque quería en lo particular hacer la película [...sino que] quería sumergirme al sitio de pecio».
Cameron escribió un boceto para una película sobre el Titanic y acudió a ejecutivos de la productora 20th Century Fox, a los cuales les presentó su historia como la de «Romeo y Julieta a bordo del Titanic». El lugar de la reunión quedó brevemente en silencio y Cameron añadió: «También, colegas, es una pieza histórica, va a costar 150 000 000 USD y no tendrá una continuación... [Luego el cineasta comentó al respecto] Ellos dijeron 'Ooooookaaaaaay - ¿una cinta épica romántica de tres horas de duración? Seguro, es lo que que queríamos. ¿Tendrá un poco de Terminator? ¿Algún Harrier, o algo de tiroteos o persecuciones de automóviles?' Yo contesté: 'No, no, no. No tendrá nada de eso'». El estudio «no estaba muy convencido sobre el éxito que podría llegar a tener Titanic», pero de todos modos le dio «luz verde» al proyecto, ya que no había otras grandes producciones programadas para el verano de 1997 y querían «asegurarse una larga relación con el director».
Para compartir los gastos de la mega-producción, Fox acudió a Universal y, aunque el estudio se mostró interesado, sus ejecutivos rechazaron la oferta, ya que «Fox iba a manejar la producción» y no sentían que iban «a tener control del proceso». Fox luego acudió a Paramount, que aceptó la propuesta bajo las condiciones de que la distribución internacional podía quedar a cargo de Fox, pero que Paramount se quedaría con la doméstica y que el tope de inversión de Paramount sería de 65 millones USD; si el presupuesto aumentaba, Fox se haría responsable de los gastos.
Cameron convenció a Fox de promocionar la película con las grabaciones del pecio del Titanic en sí, por lo que organizó varias inmersiones al lugar en el que descansan los restos durante un período de dos años. Para ello, el director no quería realizar tomas desde el interior de un sumergible, así que su hermano Mike Cameron y Panavision colaboraron juntos para construir una cámara que pudiese resistir una presión de 400 atmósferas. De acuerdo a una entrevista hecha por Rick Schultz al director, Cameron reveló que había realizado 20 inmersiones al lugar de los restos del barco, la gran mayoría con una duración superior a las quince horas cada una. «Mi enfoque tiene que ser un poco más detallado», mencionó el cineasta. «Por lo tanto, dije 'Miren, para la escena inicial tenemos que hacer que exploren el Titanic y encuentren el diamante, así que vamos a tener desde el comienzo todas estas tomas del barco». A esto añadió: «Ahora, podemos hacerlo ya sea con modelos elaborados, tomas de control de movimiento, gráficos por ordenador y todo eso, lo cual costará X cantidad de dinero, o podemos gastar X cantidad más el 30 % e ir a filmar el verdadero pecio». El equipo técnico de la producción grabó en la tumba marina del Titanic un total de 12 veces. Con una presión del agua de 6000 lb/pg², «un pequeño desperfecto en la superestructura del barco habría significado la muerte instantánea para todos a bordo». Cabe señalarse que no solamente las inmersiones eran de alto riesgo, sino que además algunas condiciones adversas evitaron que Cameron pudiera realizar grabaciones de la calidad que él hubiese deseado. Para llevar a cabo las inmersiones, Fox destinó tres millones de dólares al presupuesto.
Descender hasta el pecio hizo que Cameron y el equipo de producción quisieran «vivir hasta ese nivel de realidad... Pero había otro nivel de reacción que provenía del propio barco, el cual no solo era una historia, no era solamente un drama», dijo el director. «Había sido algo que le ocurrió a gente verdadera que en realidad murió. Al estar en ese lugar por tanto tiempo, comienzas a tener un profundo sentido de la gran tristeza e injusticia presente y captas el mensaje de todo eso», añadió. «Piensas 'Probablemente, no habrá muchos directores que vayan y visiten el Titanic. Quizá nunca haya otro, si acaso algún documentalista'». Debido a esto, sintió «un gran manto de responsabilidad con tal de transmitir el mensaje emocional del lugar, con tal de hacerlo bien, igualmente».

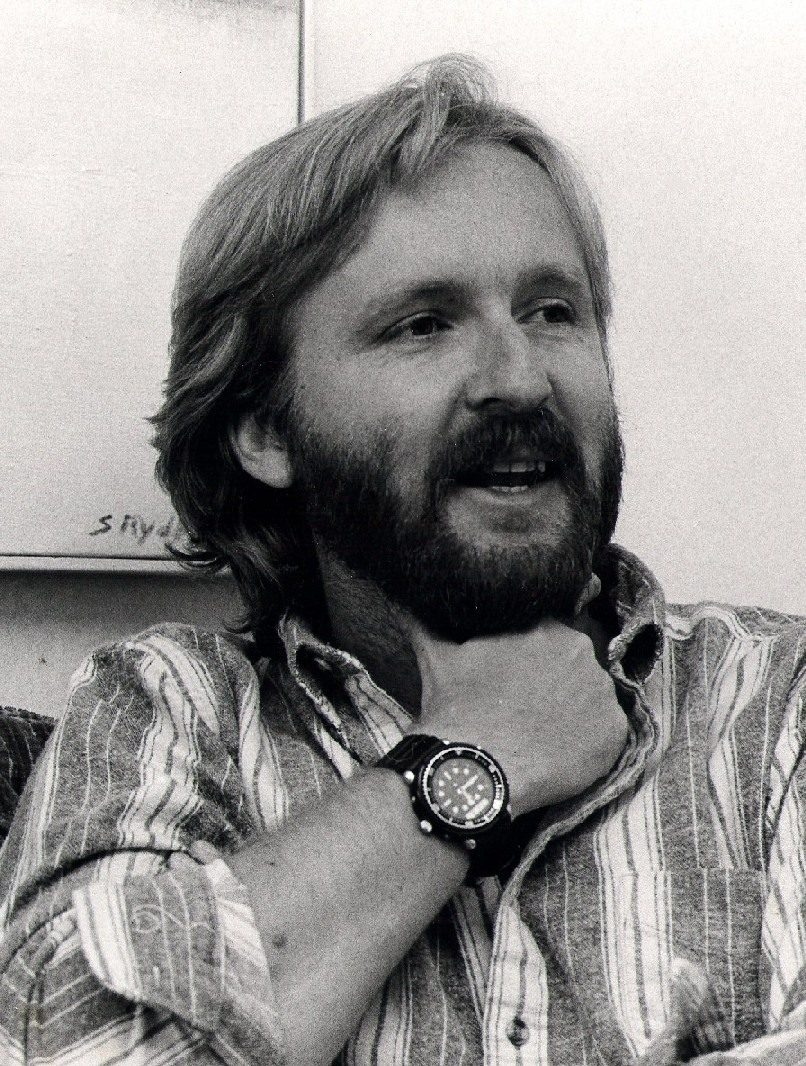
James Cameron en 1986.

Cameron no comenzó a escribir el guion sino hasta que terminó de grabar las escenas submarinas del pecio. Como quería honrar a las personas que habían fallecido en el naufragio, pasó seis semanas investigando toda la información que pudo sobre los pasajeros y la tripulación del Titanic. «Leí todo lo que pude. Hice una cronología extremadamente detallada sobre los primeros días del barco y una igualmente detallada de su última noche», comentó en su momento. «Y trabajé en eso para escribir el guion, además de obtener la ayuda de algunos expertos en Historia para que analizaran lo que había escrito y ofrecieran su opinión, y así poder ajustar el libreto [a la realidad]». Prestó una atención especial a cada uno de los detalles, entre los cuales se incluye la escena del rol del SS Californian en el hundimiento del Titanic, aunque esto más tarde sería cortado en la edición final. Desde que comenzó el rodaje, todos tenían una «imagen muy clara» de qué había ocurrido en el barco esa noche. «Tenía una biblioteca que cubría una pared entera de mi oficina de redacción con cosas sobre el Titanic, pues quería que fuese correcto [el guion], especialmente si íbamos a hundir el barco», señaló el cineasta. «Eso fijó las cosas a un mayor nivel de alguna manera; elevó la película en un sentido. Quería que fuese una visualización definitiva de este momento histórico comparable a si viajaras en el tiempo al pasado y lo grabaras». Para los diálogos de los oficiales del barco en las escenas del hundimiento, el cineasta se respaldó en una recopilación de fuentes históricas sobre el desastre de 1912 e incorporó en el guion las palabras exactas que pronunciaron los oficiales tras el choque con el iceberg.
Asimismo, sintió que el hundimiento del Titanic era «como una gran novela que ocurrió en la vida real»; aun cuando el suceso se había convertido en un mero relato de moralidad, la producción quería que la audiencia experimentara como si viviera la historia. El cazarrecompensas Brock Lovett representaba a todos aquellos que nunca se conectaron con el elemento humano de la tragedia, mientras que el romance de Jack y Rose, en su perspectiva, sería la parte más atractiva de la trama: una vez que su amor es finalmente destruido [sic], la audiencia lamentaría esa pérdida. «Todas mis películas son historias de amor», detalló Cameron, a lo cual añadió: «pero en Titanic finalmente obtuve el equilibrio. No es una película sobre un desastre. Es una historia de amor con una delicada superposición de la historia real». Cameron enmarcó el romance con la anciana Rose al principio y al final de la cinta para hacer que los años transcurridos resultaran evidentes y conmovedores al mismo tiempo. Para él, el final de la cinta deja a la audiencia con la duda de si la anciana Rose se hallaba en un sueño consciente o si había muerto mientras dormía.

### Modelos a escala

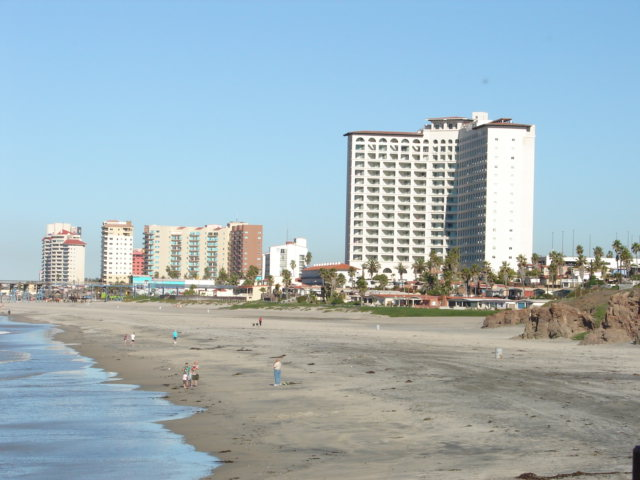
Costa de Playas de Rosarito, Baja California, en México, donde se construyó el set principal para Titanic.

Harland & Wolff, los constructores del Titanic, abrieron sus archivos privados al equipo realizador del filme para compartir los planos del barco, que se creía que estaban perdidos. Para los interiores del barco, el equipo del diseñador de producción Peter Lamont buscó artefactos de esa época. No obstante, la apariencia moderna del barco hizo que cada utensilio debiera ser creado desde cero. Fox adquirió 40 acres (161 874 m²) de la costa sur de Playas de Rosarito, Baja California en México, y se comenzó a construir un estudio ahí el 31 de mayo de 1996. Se construyó una cisterna especial para realizar tomas del barco reconstruido y que simulase estar en el océano. Su capacidad era de 17 millones de galones y proporcionaba tomas de 270° de vista oceánica. El barco se edificó a escala completa, aunque Lamont suprimió secciones redundantes en la superestructura y en la cubierta delantera para que el barco pudiese caber en la cisterna, mientras que las secciones restantes se completaron con modelos digitales. Los botes salvavidas y chimeneas se redujeron en un 10 %. Cabe añadirse que para construir los pescantes se contrató a la empresa sueca Welin Davit, la misma que había diseñado los pescantes del transatlántico original. La cubierta de los botes y la cubierta A (que albergaba los camarotes y la sala de lectura, entre otros; para más información, puede consultarse el artículo RMS Titanic) eran sets de trabajo, y el resto del barco constituía solamente escenarios tipo plató de acero. Dentro de la cisterna había una plataforma elevadora de 15 metros (49 pies) para que el barco pudiera inclinarse durante las escenas del hundimiento. Arriba de la cisterna, había a su vez una grúa larga en forma de torre de 49 metros (161 pies) en una vía de 183 metros (600 pies) que actuaba conjuntamente como una edificación y una plataforma de iluminación así como para facilitar el manejo de las cámaras.
A partir de fotografías y modelos se reprodujeron, tal y como fueron en el transatlántico original, los camarotes y la gran mayoría de los objetos de utilería y los decorados, como son los cuartos, la alfombra, los diseños y los colores. «Las escaleras de la primera clase del transatlántico, que poseen un rol prominente en el guion, se construyeron con madera real y de hecho sí se destruyeron en la filmación del hundimiento». Para darle todavía más autenticidad a la reproducción del barco, se contrató a dos historiadores del Titanic, Don Lynch y Ken Marschall.

### Rodaje

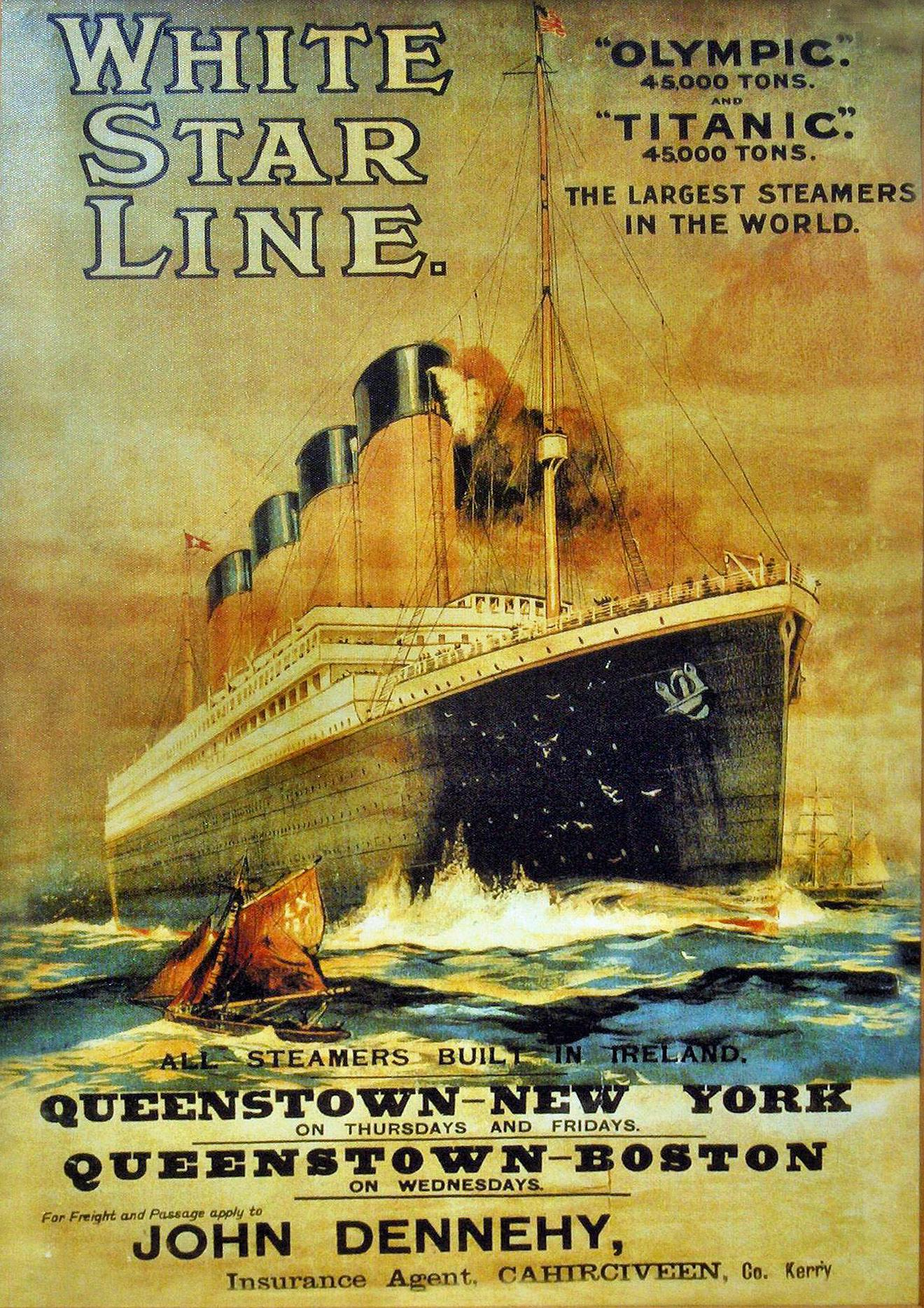
Póster del Titanic creado por la White Star Line a manera de promoción en 1912. Para la película, se crearon varios objetos idénticos a los hallados en el transatlántico, entre ellos cubiertos, decoraciones, alfombras, diseños, etc., para darle mayor autenticidad histórica al filme.

Cuando comenzaron las grabaciones de Titanic, el equipo de producción utilizó el título «Planet Ice» («Planeta hielo») de manera temporal para garantizar que la producción se mantuviera en secreto. Otro título temporal para la producción fue «The Ship of Dreams» («El barco de los sueños»). Las escenas iniciales de la expedición al Titanic se grabaron en el buque ruso Akadémik Mstislav Kéldysh en agosto de 1996, en la ciudad canadiense de Halifax, Nueva Escocia. Este sitio guarda especial importancia, ya que de ahí partieron tres barcos municipales de rescate para intentar salvar a los supervivientes de la tragedia en 1912; desde entonces, existe un cementerio a manera de homenaje a las víctimas y un Instituto de Oceanografía en torno al hundimiento. La filmación principal comenzó un par de meses después, en septiembre, en el recién construido Fox Baja Studios, ubicado en Rosarito, Baja California, México. Estos estudios se habían diseñado específicamente para la producción de Titanic; el productor Jon Landau reveló que se habían construido ahí tras buscar en varios sitios de todo el mundo. Para este sitio se invirtieron 57 millones USD con el objetivo de «ahorrar costos» y filmar la mayor parte de las escenas en un solo lugar.
La toldilla se construyó sobre una bisagra que podía abrirse de cero a 90° en unos cuantos segundos, conforme la popa del barco se alzaba durante el hundimiento. Para la seguridad de los dobles, se construyeron varios accesorios de espuma de caucho. Cameron optó por construir aparte el estribor del barco, ya que un estudio del clima mostraba un viento de norte a sur prevaleciente en la región, el cual soplaría el humo de la chimenea de la popa. Esto planteó un problema para la filmación de la partida del barco de la ciudad inglesa de Southampton, pues estaba acoplado en su babor. Por lo tanto, se tuvo que reescribir el guion y modificar los accesorios: si alguien caminaba a su derecha en el libreto, tendrían que caminar a la izquierda en el rodaje. Esto se corregiría luego en la etapa de postproducción, para representar la orientación concebida originalmente en el guion.
Otros lugares donde se filmó la película incluyen la Estatua de la Libertad en Nueva York, específicamente para uno de los segmentos finales, donde Rose mira el monumento y al meter su mano en el abrigo que lleva puesto descubre que posee el Corazón del Océano. En esta escena, la estatua aparece en color gris, como se aprecia en la actualidad; sin embargo, durante más de tres décadas, desde su edificación en 1886, fue de color bronce, hasta que se cambió su color por el actual. Además, la flama dorada que se aprecia en su antorcha no existió hasta 1986 para conmemorar su centenario, y en la película la flama aparece como si hubiese estado desde 1912. Entre otros sitios que albergaron la filmación se incluyen la alberca olímpica de Belmont, California, el barco militar SS Lane Victory (donde se filmaron algunas tomas de la parte trasera del transatlántico) y Vancouver, Canadá.
Para lograr que las interpretaciones fueran lo más parecidas posible a como se comportaban los miembros de la clase alta en 1912, se contrató a un especialista en normas de etiqueta para que instruyera a los actores. A pesar de esto, varios críticos abordarían los anacronismos en la cinta en general.
El director concibió la escena donde Jack dibuja a Rose desnuda como el «telón» de la represión. «Sabes lo que significa para ella, la libertad que debe estar sintiendo [en esa escena]. Por esa razón es algo así como estimulante», dijo luego Cameron. Esta escena, en realidad, fue la primera de la película que grabaron juntos DiCaprio y Winslet. «No se había planteado de ninguna forma, aunque no pude haberla concebido mejor. Hay un cierto nerviosismo, una energía y una indecisión en ellos [...] Habían ensayado juntos [algunas escenas de la cinta], pero no habían grabado nada [hasta entonces]. Si hubiese optado por algo, probablemente habría preferido profundizar más en el cuerpo de la toma», añadió Cameron al respecto. Asimismo mencionó que tanto él como su equipo de filmación «intentaban hallar qué grabar», ya que el set mayor no estaba listo todavía. «No estuvo listo sino hasta meses después, así que estuvimos viendo cualquier cosa que pudiéramos grabar». Tras ver la edición final de la escena donde Jack dibuja a Rose, Cameron determinó que funcionaba muy bien. Cabe destacarse que DiCaprio no dibujó el retrato de Rose desnuda como se percibe en la escena; en realidad, se trataba de la mano del propio Cameron que dibujaba la imagen citada. De forma similar, los dibujos que Jack le muestra a Rose cuando recién se conocen para mostrarle su talento como dibujante también se trataban de obras hechas por Cameron. Por otra parte, la escena donde la madre de Rose le ayuda a su hija a ponerse el corsé en realidad había sido escrita de forma distinta: Rose ayudaba a su madre a vestirse y era esta quien estaba de espaldas a la joven. Al cambiar la escena durante el rodaje de manera inesperada, se añadió un mayor énfasis emocional a la imagen de acuerdo al propio director.
A pesar de lo anterior, no siempre hubo buenas anécdotas durante la filmación. De hecho, el rodaje pasó a ser una experiencia ardua que «consolidó la formidable reputación de Cameron como 'el hombre más temido en Hollywood'. Se le empezó a conocer como un perfeccionista intenso e intransigente [...y un] escandaloso de 300 decibelios, un Capitán Bligh contemporáneo con una bocina y un walkie-talkie, que se estrella contra el rostro de las personas en una grúa de 162 pies de alto». Incluso algunos actores resultaron heridos en el rodaje, entre ellos Winslet, que se lesionó un hueso de su codo. Sobre su proceso de grabación, la actriz reveló: «Hubo momentos en los que realmente él me asustaba. Jim tiene un mal genio que no lo creerías». Asimismo, añadió en otra entrevista:

El primer día [las grabaciones] comenzaron a las 5 a.m., y se prolongaron hasta la 1 a.m. No estaba preparada para algo así. Hubo muchos días así en que las tomas duraban 20 horas. Y dos terceras partes de esos días era filmar de noche, ya que el Titanic se hundió por la noche. Cada hombre tenía que estar por su cuenta en el set. Tenías que asegurarte de haber dormido algo durante el día, con una máscara oscura sobre los ojos. A veces almorzábamos a las 2 a.m. o comíamos a las 4 p.m. Fue algo muy desorientador.
Kate Winslet a Los Angeles Times en mayo de 1997.

Paxton (que interpretó a Lovett en la película) dijo que ya estaba familiarizado con la ética de trabajo del cineasta, ya que había trabajado con él en otras películas, The Terminator y Aliens. Cuando se enteró de las críticas a su manera de trabajar, Cameron respondió de forma metafórica: «La producción de películas es una guerra. Una gran batalla entre los negocios y la estética».
En el proceso de grabación de escenas a bordo del  Akadémik Mstislav Kéldysh, alguien del equipo de producción le colocó fenciclidina a la comida de los demás, lo cual provocó que varios sufrieran intoxicaciones y acudieran a un hospital. Cameron logró vomitar su comida antes de que surtiera efecto en su organismo. El responsable del desafortunado suceso nunca fue capturado. Respecto a este incidente y a grandes rasgos sobre el modo de trabajar del director, Paxton coincidió en que había muchas personas molestas en la filmación, aunque defendió a Cameron al comentar: «[él] no es uno de esos que tenga tiempo como para ganar corazones y mentes [sic]».
Inicialmente se tenía programado que el rodaje durara 138 días, pero las labores se extendieron a 160. Varios integrantes del reparto, incluyendo a Winslet, enfermaron de resfriado, gripe e infecciones en los riñones tras pasar varias horas en contacto con el agua fría. Al finalizar sus escenas, Winslet decidió que no volvería a trabajar con Cameron a menos que para la siguiente película ella ganara «mucho dinero». Si bien otros integrantes de la producción abandonaron el rodaje y tres dobles se rompieron sus huesos, el Sindicato de Actores consideró tras realizar una investigación que «no existía nada inherentemente peligroso en el set». En contraste, DiCaprio mencionó que en ningún momento sintió que estuviese en peligro durante la filmación. Cameron nunca se disculpó por su filosofía de trabajo, aunque reconoció luego:

Soy demandante y exigente con mi equipo de trabajo. En cuanto a ser algo dictador, creo que hay un elemento de eso al lidiar con miles de extras y grandes logísticas y al mantener a la gente segura. Creo que has de tener una estricta metodología al lidiar con muchas personas.

Los costos de rodaje de Titanic se incrementaron durante el rodaje y llegaron a un total de 200 millones USD. Ante el aumento considerable en los costos de producción, algunos ejecutivos de Fox comenzaron a preocuparse y como solución sugirieron que se cortaran varias escenas de la película para reducir su duración total y con ello ahorrar costos. Cameron rehusó esta propuesta y le dijo a Fox: «¿Quieren cortar mi película? ¡Tendrán que despedirme! ¿Quieren despedirme? ¡Van a tener que matarme!». El cineasta ofreció renunciar a sus ganancias, aunque luego explicó que era un tema complejo. Añadió en sus declaraciones: «... en resumen la película cuesta mucho más proporcionalmente que Terminator 2: el juicio final y True Lies. Esos filmes subieron un 7 u 8 % de su presupuesto inicial. Titanic también tuvo un gran presupuesto al principio, pero se incrementó mucho más [...] Como productor y director, asumo la responsabilidad del estudio que está llevando las cuentas, así que lo hago menos doloroso para ellos. Lo hice en dos ocasiones diferentes. No me obligaron a hacerlo; al contrario, estuvieron fascinados de que lo hiciera». La filmación de Titanic concluyó el 22 de marzo de 1997.

### Efectos especiales

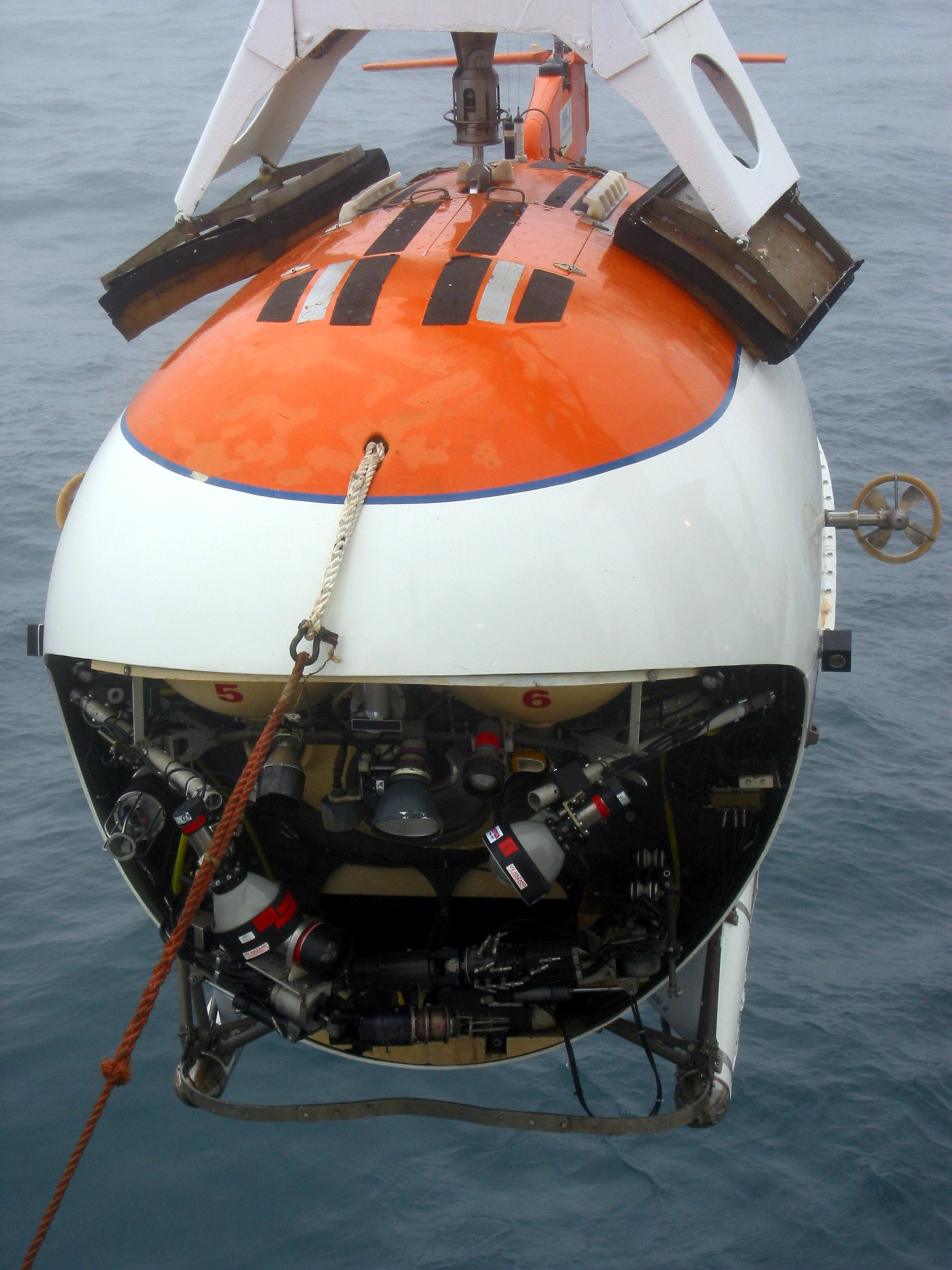
Imagen de un batiscafo Mir como el utilizado por Cameron para las escenas iniciales del sitio del naufragio.

Cameron deseaba incorporar efectos especiales innovadores en Titanic, así que contrató a Digital Domain para que continuara el desarrollo de la tecnología digital. Previamente, el director había trabajado con efectos digitales en sus películas The Abyss y Terminator 2. Otras producciones cinematográficas anteriores sobre el Titanic filmaban el agua en cámara lenta, lo cual provocaba que esta no luciera del todo convincente. Cameron alentó a su equipo a grabar el modelo en miniatura del barco de 14 metros (46 pies) «como si hicieramos un anuncio comercial para la White Star Line». Tras realizar las tomas, se añadieron el agua y el humo de forma digital, así como otros extras que se grabaron en una fase de cámara lenta. El supervisor de efectos visuales Rob Legato escaneó los rostros de muchos actores, incluyéndose a sí mismo y a sus hijos, para los dobles y actores extra digitales. Había también un modelo de 20 metros (66 pies) de la popa del transatlántico que podía romperse en dos partes en repetidas ocasiones; esta fue la única miniatura que se usó en el agua. Para las tomas de los motores del barco, se usaron imágenes de los motores del SS Jeremiah O'Brien y se alternaron con montajes de apoyo en miniatura y con escenas de los actores grabadas en una pantalla verde. Con tal de evitar más gastos, el salón principal de primera clase, consistente en un set en miniatura, se añadió a un fondo de pantalla verde.

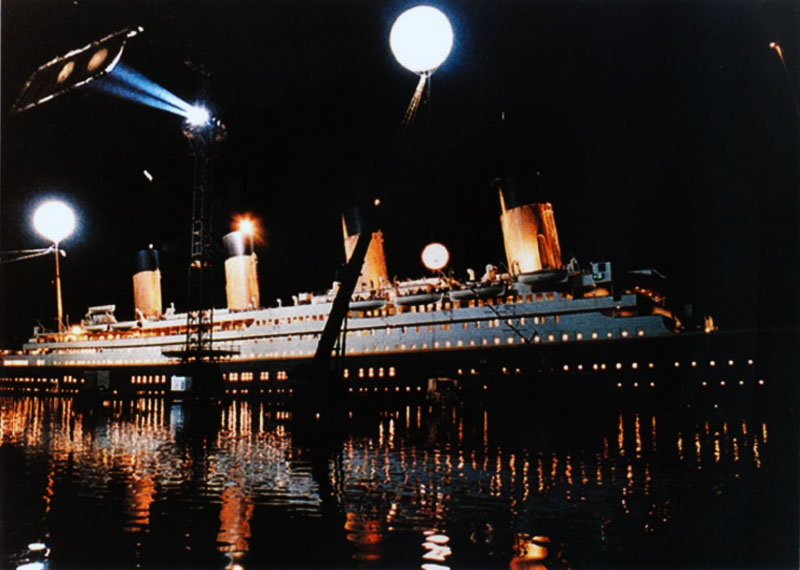
Fotografía del set preparado para la grabación de las escena del hundimiento.

Un tanque adjunto con capacidad de 9 000 000 litros, en el cual el set completo podía inclinarse en el agua, se usó para filmar los interiores del hundimiento. Para hundir la Gran Escalera, se vertieron 340 000 litros de agua en el set conforme se sumergía en el tanque. Inesperadamente, la cascada de agua arrancó la escalera de su base de acero reforzado, aunque nadie resultó herido. El exterior de 227 metros (745 pies) de largo del barco se sumergió a la mitad en el tanque originalmente, aunque al tratarse de la parte más pesada de la embarcación, actuó como un amortiguador contra el agua; para que se sumergiera, Cameron se vio en la necesidad de vaciar una gran parte del set e inclusive de romper por su propia cuenta algunas de las ventanas. Una vez que se sumergió el comedor, el equipo ocupó tres días para grabar el robot submarino de Lovett en el pecio del verdadero Titanic, que aparece en las escenas iniciales del filme. Las escenas que siguieron al hundimiento, donde la gente debía permanecer en las aguas frías del Atlántico, se rodaron en un tanque con capacidad de 1 300 000 litros, mientras que los cadáveres congelados se crearon al aplicarse un polvo a los actores que se cristalizaba al exponerse al agua, y se colocó cera en su cabello y su vestimenta para dar una impresión aún más realista al efecto del congelamiento.
La escena donde se muestra cómo el barco se rompe en dos partes previo a su hundimiento requirió que uno de los sets se inclinara. Además, participaron en ese segmento 150 extras y 100 dobles. De acuerdo a Media-awareness.ca, a Cameron no le agradaban las escenas del hundimiento del Titanic en producciones pasadas, ya que la mostraban con cierta lentitud y omitían «lo terriblemente caótico que debió haber sido en verdad». Al grabar a las personas que caían por la cubierta del barco conforme se inclinaba el set, algunos dobles resultaron heridos, así que al final se usaron efectos digitales para la escena descrita.

### Edición

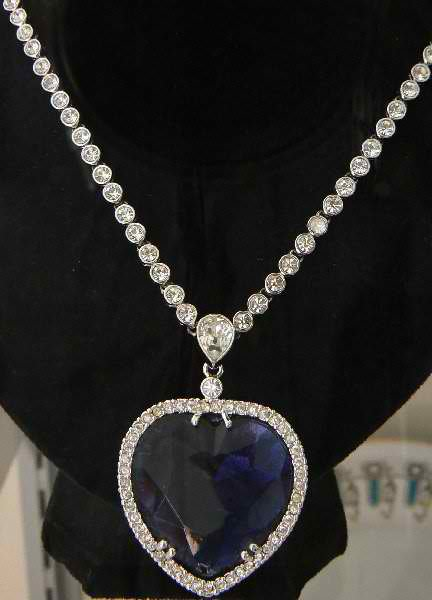
El Corazón del Mar.

Cameron omitió un «hecho histórico crucial» en su producción: el barco que estaba cerca del Titanic tras chocar con el iceberg, pero que apagó su radio esa noche por lo que no escuchó las llamadas de auxilio del transatlántico. «Sí, el SS Californian. Ese no era un compromiso para el rodaje principal. Más bien era como para añadir más énfasis, creando una verdad emocional para la película», mencionó al respecto el director. También señaló que hubo aspectos sobre el hundimiento que parecían ser notables durante las fases de pre y postproducción, pero que al final no eran tan importantes conforme el filme se iba completando. «La historia del Californian estaba ahí [en el libreto original]; incluso grabamos una escena donde sus tripulantes apagaban su radio Marconi [...] Pero se eliminó. Fue un corte definitivo, ya que te centra de vuelta en ese mundo. Si Titanic es poderoso como una metáfora, como un microcosmos, sobre el fin del mundo en algún sentido, entonces ese mundo debe ser autónomo».
En el primer corte de edición de la cinta, Cameron modificó el final planeado que daba una resolución a la historia de Brock Lovett. En esa versión original, Brock y Lizzy ven a la anciana Rose en la popa del  Akadémik Mstislav Kéldysh y temen que se fuera a suicidar. Rose entonces revela que ella tuvo consigo el «Corazón del Mar» durante todo ese tiempo, pero que no lo vendió porque quería vivir por su cuenta, sin la ayuda de Cal. Luego, ella le decía a Brock que la vida era inapreciable y tiraba el diamante al océano, después de permitirle sostenerlo por un instante. Tras aceptar que el tesoro era indigno, Brock se reía por su estupidez. Rose luego regresaba a su camarote en el barco, y la trama finalizaba con las escenas que sí están en la versión final de Titanic. En plena labor de edición, Cameron pensó que en ese instante la audiencia no estaría más interesada en Brock Lovett así que decidió cortar la escena, con lo cual Rose está sola cuando tira el diamante. Asimismo, no quería interrumpir la melancolía de la audiencia tras el hundimiento del barco.
La versión que se usó como primera exhibición de prueba (para conocer la reacción de la audiencia previa a su estreno) mostraba una secuencia de lucha entre Jack y Lovejoy, guardaespaldas de Cal, que tomaba lugar después de que Jack y Rose escapan del comedor hundido. A la audiencia presente en dicha exhibición no le agradó esa escena. La escena había sido escrita para dar más suspense a la trama y mostraba a Cal ofreciéndole de forma falsa a Lovejoy el «Corazón del Mar» si este lograba quitárselo a Jack y Rose. Por lo tanto, Lovejoy perseguía a la pareja en el comedor de primera clase, que estaba hundiéndose. Apenas escapaban de él, Lovejoy escuchaba la mano de Rose golpear el agua al deslizarse la mesa debajo de la cual se escondía la joven. A manera de venganza por haberlo acusado de robar el collar, Jack lo atacaba y golpeaba su cabeza con una ventana de vidrio, lo cual explica la herida en la cabeza de Lovejoy que puede verse cuando muere en la versión definitiva del filme. La audiencia de la exhibición de prueba dijo que no era muy realista que alguien arriesgara su vida por riqueza, así que Cameron eliminó la secuencia, así como por el ritmo de la trama. Muchas otras escenas se cortaron por razones similares de la versión final.

### Banda sonora
James Horner compuso la banda sonora de Titanic. Para la parte vocal que se escucha en el filme, descrita por Earle Hitchner de The Wall Street Journal como «evocadora», Horner eligió a la cantante noruega Sissel Kyrkjebø, más conocida como «Sissel». El compositor la conocía de su álbum Innerst I Sjelen, del cual le gustaba su interpretación de la canción «Eg veit i himmerik ei borg» (trad. lit: «Sé que en el cielo hay un castillo»). Antes de elegir a Sissel, había hecho pruebas con 25 o 30 cantantes en las que buscaba una voz en particular para crear estados de ánimo específicos en la cinta.
Horner escribió el tema «My Heart Will Go On» de forma secreta con Will Jennings, ya que Cameron no quería inicialmente ninguna canción en el filme. Celine Dion accedió a grabar una versión demo tras ser convencida por su esposo, René Angélil. No fue sino hasta que Cameron se encontró en un estado de ánimo conveniente que Horner le presentó «My Heart Will Go On»; tras reproducirla algunas veces, Cameron dio su aprobación, aunque le preocupaba que fuese criticado por «ser en cierta forma comercial al final de la película». Además, consideró que la canción era «tan buena como la de El guardaespaldas, o cualquier otra de las mejores canciones románticas de la década previa». El director también quería calmar a los ejecutivos del estudio, que se mostraban ansiosos respecto a la producción, y se dio cuenta de que «un tema musical representativo de esta película podría ser un factor positivo para garantizar la culminación de su producción». Horner dedicó la mayor parte del tiempo en sus labores de composición a la conducción de la orquesta, integrada por cien músicos en Todd AO, en Studio City, California. Para las escenas del hundimiento, Cameron le indicó que era preferible usar más percusión para representar la «acción pura» del clímax. En sus propias palabras: «En un cierto momento tenía que tener listo el material para grabarlo. Estuve trabajando con él de forma exclusiva desde marzo, porque nunca supimos cuándo íbamos a terminar».
La banda sonora fue, como la película, un gran éxito tanto en la recepción de la crítica como en lo comercial.
Con más de 30 millones de copias vendidas, fue la banda sonora más vendida y uno de los álbumes más vendidos en general. En Estados Unidos fue certificado «11 x Platinum» por la RIAA; en Australia, con más de 350 000 copias vendidas, «5 x Platinum» por la ARIA; y en Canadá, donde vendió más de un millón de copias, fue certificada «Diamond» (Diamante) por la CRIA. Debido al éxito del álbum, Horner compuso uno nuevo titulado Back to Titanic, una mezcla de material del disco anterior con material nuevo, que si bien fue un éxito también, no llegó a superar a su predecesor.
A continuación, se muestran las pistas de la banda sonora:
| Pistas de la banda sonora de Titanic |                                                                                          |          |  |
| N.º                                  | Título                                                                                   | Duración |  |
| 1.                                   | «Never an Absolution»                                                                    | 3:03     |  |
| 2.                                   | «Distant Memories»                                                                       | 2:23     |  |
| 3.                                   | «Southampton»                                                                            | 4:01     |  |
| 4.                                   | «Rose»                                                                                   | 2:52     |  |
| 5.                                   | «Leaving Port»                                                                           | 3:26     |  |
| 6.                                   | «Take Her to Sea, Mr. Murdoch»                                                           | 4:31     |  |
| 7.                                   | «Hard to Starboard»                                                                      | 6:52     |  |
| 8.                                   | «Unable to Stay, Unwilling to Leave»                                                     | 3:56     |  |
| 9.                                   | «The Sinking»                                                                            | 5:05     |  |
| 10.                                  | «Death of Titanic»                                                                       | 8:26     |  |
| 11.                                  | «A Promise Kept»                                                                         | 6:02     |  |
| 12.                                  | «A Life So Changed»                                                                      | 2:13     |  |
| 13.                                  | «An Ocean of Memories»                                                                   | 7:57     |  |
| 14.                                  | «My Heart Will Go On» (letra escrita por Will Jennings e interpretación por Céline Dion) | 5:11     |  |
| 15.                                  | «Hymn to the Sea»                                                                        | 6:25     |  |

### Audio
La fase final de producción se inició el 8 de septiembre y se prolongó por un mes y medio, en donde se procedió a la edición del sonido de Titanic en los estudios Skywalker Ranch, radicados en San Francisco, California. Ciertamente los efectos de sonido eran importantes, sobre todo en las escenas donde el barco se parte y se hunde. Previamente, Cameron había editado el sonido por cuenta propia con ayuda del software Avid. Varios de los sonidos que se usaron en el filme se incorporaron a partir de la biblioteca multimedia de Skywalker Ranch, conformada por hasta 500 000 sonidos diferentes. Para las escenas de los motores del barco, se contrató al diseñador de sonido Chris Boyes, quien optó por usar una especie de freno aerodinámico de un remolcador. Otros sonidos se editaron tras ser grabados de manera individual, tal como el de un barco anclado en la bahía de San Francisco que golpeaba su amarre en un día con fuertes vientos. Ya que en todo el proceso de edición se tuvo que crear una paleta de distintos colores para cada toma de la película, esta etapa de la producción abarcó varias horas de trabajo.

### Características técnicas
La película se filmó con dos diferentes tipos de cámaras creadas por Panavision: Panaflex Gold II (con lentes Primo de 35 mm y la capacidad de reducir el nivel de ruido existente en otros modelos de la compañía) y Panaflex Platinum (también con lentes de 35 mm del modelo Primo, posee un visor corrector del color). A su vez, la longitud del metraje grabado en total es de 5426 metros, equivalente a 10 rollos de película. Se rodó bajo la técnica cinematográfica Techniscope para las tomas submarinas y Super 35 para las demás escenas. La relación de aspecto es de 2.35: 1.
En cuanto al audio, las mezclas que aparecen en la edición final son DTS 70 mm (para las copias en formato de 70 mm), DTS, Dolby Digital y SDDS.

### Doblaje al español
El doblaje para Hispanoamérica se llevó a cabo en los estudios Audiomaster 3000; la dirección corrió a cargo de Jorge Roig. Para los protagonistas, prestaron sus voces los actores de voz José Antonio Macías (Jack), Cony Madera (Rose), Salvador Delgado (Cal), Humberto Solórzano (Lovejoy), Sylvia Garcel (Molly Brown), Magda Giner (Ruth), Araceli de León (Rose anciana) y Gerardo Reyero (Brock Lovett).
Respecto al doblaje de España, los actores de voz Luis Posada (Jack), Nuria Mediavilla (Rose), Salvador Vidal (Cal), Joaquín Díaz (Lovejoy), María Dolores Gispert (Molly Brown), María Luisa Solá (Ruth), Martha Martorell (Rose anciana) y Antonio Lara (Brock Lovett) participaron en los roles estelares de Titanic. Cabe añadirse que esta versión se produjo en el estudio Sonoblock, radicado en Barcelona, bajo la dirección de Antonio Lara.

## Lanzamiento

### Retraso de la fecha de estreno
En un inicio, la película se estrenaría el 2 de julio de 1997 como medida estratégica para recaudar más dinero, pues es bien conocido que estas fechas son consideradas como más lucrativas para los blockbusters (o producciones de gran presupuesto que han generado altas expectativas en una determinada audiencia), pues albergan las vacaciones de verano. Sin embargo, la fecha se pospuso, ya que el director consideró en abril de ese año que «los efectos especiales eran muy complicados» como para que la postproducción pudiese estar lista para entonces.
El 28 de mayo, Paramount Pictures anunció que Titanic debutaría en la pantalla grande el 19 de diciembre de 1997. Ante esto, la prensa comenzó a especular sobre las razones de su retraso. Algunos exhibidores de películas en EE. UU. y Canadá consideraron que era «una decisión correcta», ya que así «se le da espacio a otras grandes producciones [en esa temporada]». Peculiarmente, en la nueva fecha anunciada también se estrenarían La máscara del Zorro, El mañana nunca muere y Home Alone 3. A mediados de 1997, David Foster (coproductor de La máscara del zorro) declaró que «no me preocupa [en alusión a competir en su debut con Titanic...] Lo máximo que sé es que no le temo... El barco se hunde. Todos se ahogan. El mundo entero ya se sabe la historia». Al final, de las tres cintas ya mencionadas que se estrenarían junto con Titanic, solamente El mañana nunca muere debutó el 19 de diciembre, pues las otras modificaron sus fechas de estreno en cines.
Igualmente, se habló en los medios de comunicación sobre el presupuesto de la película y algunos concluyeron que la fecha de retraso obedecía a que la película era un desastre. No obstante, algunos productores de Fox mencionaron que el presupuesto (que le llevó a ser considerada como «la película más costosa jamás hecha») se debía a que «el cine jamás se había hecho a esa escala».
En junio de ese mismo año, algunos empleados de Digital Domain (estudio encargado de los efectos digitales del filme) dieron a conocer que la verdadera razón del retraso en la postproducción se debió a que Cameron no les envió a tiempo un centenar de escenas a editar. Sobre este incidente, Cameron se defendió al expresar que «todo era con tal de brindar una máxima calidad» al producto final. Ciertamente, los ejecutivos de Fox estaban preocupados por el éxito que pudiese tener el filme y varios productores de otros estudios consideraban que «Fox no recuperaría la inversión» hecha en Titanic. Incluso se comentó que estos últimos habían invertido las ganancias obtenidas por Independence Day el año previo, en 1996, en esta nueva producción.

### Proyecciones de prueba
El productor Tom Sherak se encargó de preparar junto con National Research Group una proyección de prueba de Titanic, al igual a como se había hecho en las fases finales de la producción para conocer la reacción de la audiencia. Para entonces, solo algunos amigos del director habían visto la cinta previamente, entre ellos Scott Ross y Stan Winston. La proyección especial se llevó a cabo en el Mall of America de la ciudad estadounidense de Mineápolis. Respecto a la audiencia, se invitó a 500 personas de forma gratuita a la función especial sin que supiesen que se trataba de la anticipada Titanic. El público creía que vería Grandes esperanzas también de Fox. Al finalizar la proyección, la audiencia elogió Titanic. Inclusive una de las asistentes a la función mencionó que «tan solo el diálogo en la cena de la primera clase valía 200 millones USD».
A partir de ese momento, las expectativas por Titanic se tornaron más positivas. De acuerdo a algunos estudiosos de multimedia, el éxito de la cinta se debió también a la innovación de los medios de comunicación respecto a la publicidad del cine. Con el desarrollo del Internet y la aparición de los primeros programas de televisión sobre cine, «se puso el entretenimiento en la punta de los dedos de los consumidores». El 26 de julio, Cameron tomó un día de descanso libre en las labores de postproducción para contraer matrimonio con Linda Hamilton.
Se llevaron a cabo posteriormente otras dos proyecciones de prueba: la primera en Portland, Oregón el 12 de agosto y la última el 17 del mismo mes en Anaheim Hills, California. Para ambas exhibiciones, los responsables escogieron a las audiencias por medio de una lista de diez películas donde cada persona debía escoger las películas que le habían gustado. Quienes escogieron cuatro de dicho listado fueron aprobados para las proyecciones; cabe añadirse que solamente se reclutó a 20 personas por proyección. En ambas exhibiciones, Cameron quiso descubrir la reacción de la gente en cuanto a si les parecía muy larga la duración de Titanic. Al público de Oregón le pareció en su mayoría muy extensa, por lo que el director optó por recortar seis minutos de las escenas iniciales del sumergible en el sitio del hundimiento.

### Mercadotecnia
Al momento de encauzar los costos de promoción y publicidad, Paramount y Fox tuvieron que decidir varios aspectos para dar a conocer el filme a distintos rangos de audiencia. El primer póster promocional, lanzado en mayo de 1997, mostraba el casco alargado del barco y la frase «Collide with Destiny» (trad. lit: «Colisiona con el destino»). Posteriormente Arthur Cohen, jefe del área de mercadotecnia de Paramount, junto con Nancy Goliger, realizaron más imágenes promocionales en base al póster previo, solo que esta vez colocaron las fotografías de Winslet y DiCaprio y la frase «Nothing on Earth Could Come Between Them» («Nada en la Tierra podría separarlos»). Para el tráiler, apostaron por mostrar más escenas sobre la trama en vez del choque con el iceberg y el hundimiento.
A finales de noviembre, Fox empezó a comercializar réplicas de algunos objetos que aparecen en la película. Entre estos productos se incluyeron chalecos y botes salvavidas así como ropa usada por los actores estelares. Aproximadamente dos semanas después de su distribución, los estudios confirmaron que ya se habían vendido la mayoría de las réplicas producidas a manera de promoción. En febrero de 1998, Cameron anunció que se comercializarían más réplicas dado el éxito de Titanic en recaudaciones. Un par de días antes del estreno en cines de Titanic, las escritoras Paula Parisi y Nancy Griffin se disputaron los derechos para escribir sus respectivos libros acerca de la producción de la cinta.

### Estreno
Titanic se estrenó en el Festival Internacional de Cine de Tokio el 1 de noviembre de 1997, donde la prensa asistente elogió el filme. No obstante, The New York Times describió la reacción del público japonés como «tibia» respecto a la exhibición de la película. La premier con el reparto principal y el director ocurrió el domingo 14 de diciembre en el Mann's Chinese Theater de Hollywood, California. Unos días después, el 19 de diciembre, se estrenó a nivel mundial y debutó en EE. UU. al mismo tiempo que El mañana nunca muere y MouseHunt. A continuación se muestran las fechas respectivas de estreno en cada país:
| Fechas de estreno (Fuente: IMDb) |                                                                                          |               |                                                       |
| País                             | Fecha de estreno                                                                         | País          | Fecha de estreno                                      |
| Estados Unidos                   | 19 de diciembre de 1997 14 de diciembre de 1997 (premier)                                | Reino Unido   | 23 de enero de 1998 18 de noviembre de 1997 (premier) |
| Japón                            | 20 de diciembre de 1997 1 de noviembre de 1997 (Festival Internacional de Cine de Tokio) | Chile         | 5 de febrero de 1998 3 de febrero de 1998 (premier)   |
| México                           | 1 de enero de 1998 17 de julio de 1998 (reestreno)                                       | Corea del Sur | 20 de febrero de 1998 13 de marzo de 1999 (reestreno) |
| Argentina                        | 5 de febrero de 1998                                                                     | Brasil        | 16 de enero de 1998                                   |
| Finlandia                        | 16 de enero de 1998                                                                      | Hungría       | 22 de enero de 1998                                   |
| Alemania                         | 8 de enero de 1998                                                                       | Venezuela     | 18 de febrero de 1998                                 |
| Italia                           | 16 de enero de 1998                                                                      | Francia       | 7 de enero de 1998                                    |
| España                           | 8 de enero de 1998                                                                       | Turquía       | 20 de febrero de 1998                                 |
| Eslovaquia                       | 5 de febrero de 1998                                                                     | Noruega       | 13 de febrero de 1998                                 |
| Suecia                           | 16 de enero de 1998                                                                      | Uruguay       | 16 de enero de 1998                                   |
| Perú                             | 23 de enero de 1998                                                                      | Israel        | 24 de diciembre de 1997                               |
| Sudáfrica                        | 20 de diciembre de 1997                                                                  | Australia     | 18 de diciembre de 1997                               |
| Nueva Zelanda                    | 18 de diciembre de 1997                                                                  | Rusia         | 20 de febrero de 1998                                 |
| Colombia                         | 13 de febrero de 1998                                                                    | Portugal      | 16 de enero de 1998                                   |
| Canadá                           | 19 de diciembre de 1997                                                                  | Bélgica       | 7 de enero de 1998                                    |

### Reestreno en 3D
En 2009, Cameron anunció su intención de reestrenar Titanic en formato 3D en algún momento de 2011. Un año después, dijo que se reestrenaría en la primavera boreal de 2012 y Paramount luego confirmó que el reestreno tendría lugar el 6 de abril de 2012; esto sería cuatro días antes del centenario de la fecha en la que el Titanic partió de Inglaterra, el 10 de abril de 1912. Los estudios revelaron que la fecha elegida era para conmemorar el centenario del viaje inaugural del transatlántico. Igualmente, coincidiría con el centésimo aniversario de Paramount, a celebrarse un mes después del reestreno de Titanic. Sobre la demora en el proceso de conversión a 3D de la película, Cameron dijo: «Hemos visto un par de minutos convertidos a 3D. Se ve espectacular. Pero realmente necesita que el director se involucre para asegurarse de que las decisiones se toman correctamente». También se anunció que la película sería reestrenada en formato IMAX. En octubre de 2011, Cameron y Landau mostraron 18 minutos de la cinta en formato 3D en el estudio de Paramount. Cameron señaló que «no es perfecto, es 2,99D, no es realmente 3D» y dijo además que quería hacer la distinción de que los estudios convierten apresuradamente películas a 2,4D y las señalan como 3D para obtener una mayor recaudación.
A principios de 2012, se reveló un adelanto de dos días de la fecha de reestreno, quedando el 4 de abril como la fecha elegida, y se dijo que la película tendría su debut en 3D el 14 de febrero, para conmemorar el día de San Valentín, en las principales ciudades de EE. UU. y en algunos países como Argentina, Brasil, España, México, Australia y el Reino Unido, entre otros. El costo de la adaptación a formato 3D fue de 18 millones USD.
Respecto al reestreno en cines, el director señaló:

Hay una generación entera que nunca ha visto Titanic como se planeó para ser vista: en la pantalla grande. Y esta vez será un Titanic que nunca antes han visto, remasterizado digitalmente y convertido cuidadosamente a 3D. Con el poder emocional intacto y las imágenes más poderosas que nunca, será una experiencia épica para los seguidores de la película y para el nuevo público.

La conversión en 3D fue bien recibida por los críticos. Peter Travers de la revista Rolling Stone le otorgó 3,5 estrellas sobre 4 y dijo que la encontraba «muy deslumbrante [...] El 3D intensifica a Titanic. Estas ahí. Agarrado como nunca antes en una épica intima que consigue su lugar en la cápsula del tiempo de las películas». Owen Gleiberman de Entertainment Weekly le dio una "A" a la película y escribió «Por una vez, los efectos en una película 3D no se parecen oscurecidos o distractivos. Parecen sensacionalmente nítidos y vivos». Por otro lado, Richard Corliss de Time, que en su momento había criticado la versión de 1997, dijo «Tuve una sensación bastante parecida: Por momentos impresionado, pero en general anegado». En cuanto a los efectos 3D dijo que notaba que «la cuidadosa conversión a 3D le daba volumen y impacto a ciertos momentos... [pero] separa el primer plano y el fondo de cada escena, los convertidores han tallado un campo visual discreto, no orgánico». Ann Hornaday de The Washington Post dijo preguntarse «si los dos valores gemelos, humanismo y espectáculo, son mejorados en la conversión a 3D, y la respuesta a eso es: No lo están». Además añadió que la «conversión a 3D crea distancia donde debería haber intimidad, por no mencionar momentos raros en la elaboración y composición».
En un mes de exhibición, desde el 4 de abril al 3 de mayo de 2012, la nueva versión de Titanic ganó 56 925 174 USD adicionales a la recaudación original en EE. UU. y Canadá, convirtiéndose en el segundo reestreno en 3D más exitoso en la historia del cine contemporáneo, por debajo solamente de El rey león (2011) que recaudó 94,2 millones USD en esos mismos países. En cuanto a su recaudación total, recaudó 343 550 770 USD, de los cuales 285,6 millones USD provienen del extranjero (83,2 % de la taquilla total). Con esto supera la cifra mundial de El rey león 3D (176,6 millones en total) y Star Wars: The Phantom Menace 3D (102,7 millones). Su debut alcanzó notoriedad en China, donde obtuvo 67 millones USD, considerado como el mayor ingreso en taquilla en apenas un día. Inclusive, se convirtió en una de las películas con mayores recaudaciones de 2012, superando las taquillas de Battleship, Wrath of the Titans y John Carter.
A continuación, se enlistan las fechas de estreno y las recaudaciones en distintos países de la película en 3D:
| Recaudación y fechas de reestreno en 3D (Fuente: IMDb) |                     |                      |             |                     |                      |
| País                                                   | Fecha de reestreno  | Recaudación (en USD) | País        | Fecha de reestreno  | Recaudación (en USD) |
| Estados Unidos                                         | 4 de abril de 2012  | -                    | Reino Unido | 6 de abril de 2012  | 17 530 015           |
| Argentina                                              | 12 de abril de 2012 | 2 822 880            | Brasil      | 13 de abril de 2012 | 5 090 487            |
| Australia                                              | 13 de mayo de 2012  | 7 220 497            | Italia      | 27 de mayo de 2012  | 9 847 064            |
| Rusia                                                  | 27 de mayo de 2012  | 13 361 254           | Japón       | 29 de abril de 2012 | 4 846 836            |
| Alemania                                               | 5 de abril de 2012  | 9 902 323            | Hungría     | 5 de abril de 2012  | 280 245              |
| Noruega                                                | 13 de abril de 2012 | 2 130 676            | Francia     | 4 de abril de 2012  | 10 589 600           |
| España                                                 | 4 de abril de 2012  | 4 740 506            | Turquía     | 6 de abril de 2012  | 615 779              |
| Suecia                                                 | 4 de abril de 2012  | 1 210 838            | Portugal    | 5 de abril de 2012  | 875 274              |
| México                                                 | 6 de marzo de 2012  | 5 304 047            | China       | 22 de abril de 2012 | 105 200 000          |
| Canadá                                                 | 4 de abril de 2012  | -                    | Bélgica     | 4 de abril de 2012  | 1 798 289            |

## Recepción

### Comercial
Titanic se estrenó el 19 de diciembre de 1997 y a pesar de las especulaciones, en su primer día recaudó tan solo en EE. UU. y Canadá (mercado doméstico) 8 658 814 USD, después de haber sido exhibida en 2674 salas de cine. En su primer fin de semana, obtuvo 28 638 131 USD y se impuso sobre la decimoctava película de James Bond, El mañana nunca muere, y MouseHunt. Con dos semanas en cartelera, la película había recaudado más de 124 millones USD en el mercado doméstico, número que continuaría aumentando y hacia mediados de febrero sobrepasaría los 360 millones USD. El 14 de febrero (Día de San Valentín) fue el día en que la película recaudó más, con 13 048 711 USD. Hacia marzo de 1998, la película ya tenía más de mil millones USD recaudados a nivel mundial, convirtiéndose en la primera película en la historia del cine en superar este número.
A diferencia de la mayoría de las películas, cuya recaudación cae notoriamente luego de la primera semana, Titanic se mantuvo con una recaudación similar en las subsiguientes. En la novena semana, por ejemplo, recaudó 38 131 241 USD en el mercado estadounidense, frente a los 52 969 336 USD recaudados en la primera; en cuanto a los fines de semana, en el primero recaudó 28 638 131 USD, mientras que en el décimo primero recaudó aún más, 32 876 424 USD. También, a diferencia de la mayoría de las películas, Titanic subía cada semana el número de cines en donde era proyectada: en la semana 16 llegó a 3265 cines. Entre los récords que batió Titanic y que hasta el día de hoy ninguna película ha superado, se encuentra su permanencia por 15 semanas consecutivas en el puesto número uno de las taquillas, desde la semana del 19 de diciembre de 1997 hasta la del 3 de abril de 1998, cuando bajó al segundo puesto superada por Perdidos en el espacio. Este hecho hizo que la prensa apodara «iceberg» a esta última, al superar en recaudaciones a Titanic. No obstante, la cinta dirigida por Cameron permaneció en el top ten de los filmes más taquilleros hasta su semana 26 de exhibición.
Continuó varios meses más en cartelera, hasta que finalmente cerró con más de 600 millones USD en EE. UU. y Canadá y más de 1800 millones USD a nivel internacional. Con estos números, se convirtió en la película más taquillera de la historia tanto en EE. UU. y Canadá como a nivel mundial, puesto que retuvo por más de una década hasta ser desplazada por Avatar (dirigida también por Cameron), que recaudó más de 2700 millones USD, dejando a Titanic en el segundo lugar de las cintas más exitosas de todos los tiempos. En 1998, sus ganancias totales (incluyendo sus derechos de distribución en vídeo y televisión) fueron de 3200 millones USD.
Aunque algunos atribuyen el éxito de la película en taquilla a las mujeres jóvenes causantes de la «Leo-mania» que volvían a ver la película una y otra vez, otros medios mencionan el éxito que también tuvo en los hombres al ser una película que «los hacía llorar». Cameron dijo que el éxito de la película se debía a que «Cuando las personas tienen una experiencia muy fuerte en el cine, quieren ir a compartirla. Quieren ir con un amigo y llevarlo consigo al cine, así ellos la pueden disfrutar también. Quieren ser esa persona que les dé aviso de que es algo que vale la pena ver en la vida. Así fue como Titanic funcionó».
Incluyendo la recaudación del reestreno de 2012 y otro en 2017 por su vigésimo aniversario, Titanic suma una recaudación total de 659 363 944 USD en el mercado doméstico y 1 528 100 000 en el resto del mundo, con un total de 2 187 463 944 USD recaudados mundialmente.
Debajo se muestran las recaudaciones (en USD) del primer estreno de la película, en varios de los distintos países donde se exhibió. También se muestra el porcentaje en relación con la recaudación mundial total de la película. Para el porcentaje se usan dos decimales y una aproximación en caso de que sean más.
| Recaudaciones 1997-1998 (Fuente: Box Office Mojo) |                            |            |                      |                            |            |
| País                                              | Recaudación total (en USD) | Porcentaje | País                 | Recaudación total (en USD) | Porcentaje |
| España                                            | 44 103 989                 | 2,33       | República Dominicana | 578 917                    | 0,03       |
| Finlandia                                         | 8 770 850                  | 0,48       | Paraguay             | 406 426                    | 0,02       |
| Argentina                                         | 23 269 046                 | 1,26       | Reino Unido          | 114 063 718                | 6,19       |
| Chile                                             | 6 179 457                  | 0,34       | Japón                | 201 389 568                | 10,93      |
| Egipto                                            | 4 552 211                  | 0,25       | México               | 27 033 554                 | 1,47       |
| Venezuela                                         | 4 651 253                  | 0,25       | Perú                 | 2 648 784                  | 0,14       |
| Hungría                                           | 2 223 043                  | 0,12       | Alemania             | 129 974 110                | 7,05       |
| Suecia                                            | 22 088 384                 | 1,20       | Italia               | 67 953 353                 | 3,69       |
| Ecuador                                           | 1 201 929                  | 0,07       | Francia              | 129 127 181                | 7,01       |
| Australia                                         | 38 891 987                 | 2,11       | Bolivia              | 1 127 643                  | 0,06       |
| Noruega                                           | 11 067 392                 | 0,60       | Portugal             | 5 814 394                  | 0,32       |
| Corea del Sur                                     | 17 287 679                 | 0,94       | Nueva Zelanda        | 7 599 048                  | 0,41       |
| Uruguay                                           | 2 137 938                  | 0,12       | Dinamarca            | 13 322 975                 | 0,72       |
| Bélgica                                           | 20 701 637                 | 1,12       | Colombia             | 5 349 365                  | 0,29       |
| China                                             | 43 928 666                 | 2,38       | Lituania             | 557 107                    | 0,03       |
| India                                             | 12 749 919                 | 0,69       | Malasia              | 2 764 733                  | 0,15       |
| Polonia                                           | 14 078 241                 | 0,76       | Turquía              | 10 423 522                 | 0,57       |

### Crítica

#### Anglosajona y de otros países

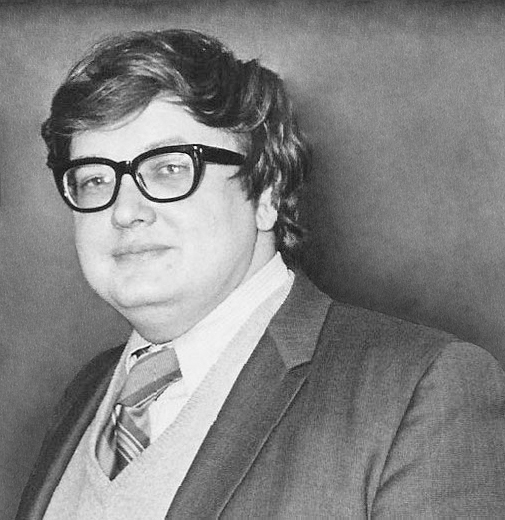
Roger Ebert describió a Titanic como una película fascinante y convincente.

Titanic obtuvo muy buenas críticas tras su estreno. En el sitio web Rotten Tomatoes (que recopila numerosas críticas y las analiza para dar una conclusión general) determinó que tenía un 83 % de aceptación (antes del reestreno; tras este, aumentó a un 88 %), mientras que en Metacritic (similar a Rotten Tomatoes) posee un promedio de 74/100. En el primer sitio se consensuó que «es un triunfo casi incompetente para Cameron, que ofrece una vertiginosa mezcla de efectos visuales espectaculares y un melodrama antiguo».
Roger Ebert mencionó en su evaluación: «Está hecha en forma impecable, inteligentemente construida, muy bien actuada y es fascinante... películas como esta no son difíciles de hacer en lo absoluto, pero es casi imposible hacerlas bien». Citó los «problemas técnicos» como «tan evidentes que es una maravilla cuando los directores también son capaces de darle proporción al drama y a la historia» y «se mostró [él mismo] convencido con la historia y la saga triste». Finalmente, el crítico la catalogó como su novena película favorita de 1997, justo por debajo de Good Will Hunting.
En el programa de televisión Siskel & Ebert, la película recibió dos thumbs up («pulgares arriba») y se la elogió por su recreación del hundimiento de la embarcación; Ebert la describió como una «gloriosa película épica de Hollywood, bien armada y que valía la pena la espera» y Gene Siskel encontró a DiCaprio fascinante. A su vez, James Berardinelli opinó: «Meticulosa en los detalles, pero con una gran amplitud de miras y alcance, Titanic es una de esas obras cinemáticas épicas que se han vuelto poco comunes. No solo ves Titanic, sino que la experimentas». La nombró su segunda película favorita de 1997, después de The Sweet Hereafter. Almar Haflidason de la BBC escribió que «el hundimiento del barco no es un secreto, pero supera las expectativas de muchos en cuanto a su escala y tragedia y teniendo en cuenta que hay que estar pegado al asiento durante más de tres horas, estamos frente a una gran hazaña de entretenimiento por parte de Cameron». Joseph McBride de la revista Boxoffice concluyó en su nota: «Te quedas corto si describes a Titanic como la mejor película de desastre alguna vez hecha. La recreación del hundimiento en 1912 del 'inhundible' barco hecha por Cameron es una de las más maravillosas películas de entretenimiento popular serio que alguna vez emanó Hollywood».
Los aspectos emocionales y románticos de la película también fueron muy elogiados. Andrew L. Urban, del sitio web australiano Urban Cinefile, mencionó: «Saldrás del cine no hablando del presupuesto o del tiempo de duración de la película, sino de su enorme poder emotivo, tan grande como los propios motores del barco, encauzado como sus hélices gigantescas a entrar a tu corazón y a perdurar como la historia de amor que la conduce». Owen Gleiberman, de Entertainment Weekly, describió Titanic como «un suntuoso y aterrador espectáculo con un romance predestinado a la ruina. El guionista y director James Cameron ha vuelto a poner en escena la catástrofe que definió el inicio del siglo XX en una escala humana de tal ansiedad y de temor puros que toca los niveles más profundos de la realización tradicional de películas». Por otra parte, Janet Maslin, de The New York Times, detalló: «La magnífica Titanic de James Cameron es el primer espectáculo en décadas que honestamente hace que se lo compare con Lo que el viento se llevó».

#### Hispanoamericana y española
Al igual que su recepción en territorio estadounidense y otros países anglosajones, Titanic obtuvo buenas críticas en Hispanoamérica y en España; el sitio español Decine21.com comentó que el éxito de la película se debía al «equilibrio de una poderosa historia de amor con la espectacular recreación del naufragio del barco» y elogió la autenticidad lograda por Cameron en el filme. Una de las críticas de Muchocine.net decía que era una película entretenida «con muy buenos efectos especiales, algunas interpretaciones interesantes, momentos muy bien conseguidos y un encanto muy grande de 'cine a la antigua'», pero que de todos modos era mucho más interesante el documental de Cameron Misterios del Titanic. Además, dijo que el hecho de que algunos la detestaran se debía a su magnitud. Ángel López, en su reseña para el mismo sitio, elogió los efectos visuales, la fotografía, la dirección de arte y la banda sonora y dijo que era «una intensísima, conmovedora, triste, apasionante, profunda, emocionante historia de amor» y que cada vez que la veía se emocionaba. Alohacriticón.com escribió que Cameron «describe con acierto los diferentes ambientes y personajes que moran en el transatlántico, logra traspasar con efusión el romanticismo inherente a la acción, refleja con esmero la época en la que transcurren los hechos y confiere a esos hechos la cadencia adecuada a la acción descrita, sean los momentos más propensos al sentimiento o a la briosa y frenética acción».
El sitio web Cine y Críticas dijo: «Nada en este mundo supera el espectáculo épico y la conmovedora grandeza de Titanic» y añadió que «esta fascinante historia de amor ha calado en lo más profundo del corazón de los espectadores de todo el mundo».
Pablo Kurt, crítico de cine y creador de FilmAffinity, escribió: «Fuimos a ver efectos especiales y nos encontramos con una magnífica (y muy bien contada) historia de amor que nos conmovía y convencía» además de destacar que la película era «un espectáculo épico [que] nos dejaba boquiabiertos y nos humedecía las pupilas». Facundo Morales, del diario El País dijo: «Nos encontramos, sin duda, ante un espectáculo visual sin precedentes. Impresionante y romántica historia sobre la tragedia del mítico trasatlántico».
Enrique Colmena de Criticalia.com dijo que veía a Titanic como «un hábil juguete que combinaba con sagacidad romanticismo y espectacularidad» y de que «hay en este filme que es, ciertamente, un melodrama espectacular, elementos que trascienden el mero tópico, el entretenimiento 'ad hoc' de muchos millones de dólares para entrar, de lleno, en el Olimpo de las grandes películas de todos los tiempos».

## Premios y nominaciones
Titanic obtuvo 91 galardones y 49 nominaciones. Entre los premios más notables se encuentran once premios de la Academia (previamente solo Ben-Hur, de 1959, había logrado la misma cantidad de premios Óscar), cuatro Globos de Oro, ocho galardones Satellite, dos premios People's Choice, dos premios MTV Movie, un reconocimiento SAG y un galardón Annie. A continuación se muestra un listado de los premios y nominaciones que obtuvo la película en los premios Óscar, BAFTA y los Globos de Oro.
| \| Premio \| Categoría \| Receptor \| Resultado \| \| --------------------------- \| --------------------------------------------------- \| ------------------------------------------------------------ \| --------- \| \| Premios Óscar (1998) \| Mejor película \| James Cameron Jon Landau \| Ganadora \| \| Premios Óscar (1998) \| Mejor director \| James Cameron \| Ganadora \| \| Premios Óscar (1998) \| Mejor dirección de arte - decorado de set \| Peter Lamont Michael Ford \| Ganadora \| \| Premios Óscar (1998) \| Mejor fotografía \| Russell Carpenter \| Ganadora \| \| Premios Óscar (1998) \| Mejor diseño de vestuario \| Deborah Lynn Scott \| Ganadora \| \| Premios Óscar (1998) \| Mejores efectos visuales \| Robert Legato Mark A. Lasoff Thomas L. Fisher Michael Kanfer \| Ganadora \| \| Premios Óscar (1998) \| Mejor montaje \| Conrad Buff IV James Cameron Richard A. Harris \| Ganadora \| \| Premios Óscar (1998) \| Mejor banda sonora \| James Horner \| Ganadora \| \| Premios Óscar (1998) \| Mejor canción original \| James Horner Will Jennings \| Ganadora \| \| Premios Óscar (1998) \| Mejor sonido \| Gary Rydstrom Tom Johnson Gary Summers Mark Ulano \| Ganadora \| \| Premios Óscar (1998) \| Mejor edición de sonido \| Tom Bellfort Christopher Boyes \| Ganadora \| \| Premios Óscar (1998) \| Mejor actriz \| Kate Winslet \| Nominada \| \| Premios Óscar (1998) \| Mejor actriz de reparto \| Gloria Stuart \| Nominada \| \| Premios Óscar (1998) \| Mejor maquillaje \| Tina Earnshaw Greg Cannom Simon Thompson \| Nominada \| \| Premios BAFTA (1998) \| BAFTA Anthony Asquith a la mejor música de película \| James Horner \| Nominada \| \| Premios BAFTA (1998) \| Mejor fotografía \| Russell Carpenter \| Nominada \| \| Premios BAFTA (1998) \| Mejor diseño de vestuario \| Deborah Lynn Scott \| Nominada \| \| Premios BAFTA (1998) \| BAFTA David Lean al mejor director \| James Cameron \| Nominada \| \| Premios BAFTA (1998) \| Mejores efectos visuales \| Robert Legato Mark A. Lasoff Thomas L. Fisher Michael Kanfer \| Nominada \| \| Premios BAFTA (1998) \| Mejor montaje \| Conrad Buff IV James Cameron Richard A. Harris \| Nominada \| \| Premios BAFTA (1998) \| Mejor película \| James Cameron Jon Landau \| Nominada \| \| Premios BAFTA (1998) \| Mejor maquillaje y peluquería \| Tina Earnshaw Simon Thompson Kay Georgiou \| Nominada \| \| Premios BAFTA (1998) \| Mejor sonido \| Gary Rydstrom Tom Johnson Gary Summers Mark Ulano \| Nominada \| \| Premios BAFTA (1998) \| Mejor diseño de producción \| Peter Lamont \| Nominada \| \| Premios Globo de Oro (1998) \| Mejor banda sonora \| James Horner \| Ganadora \| \| Premios Globo de Oro (1998) \| Mejor canción original \| James Horner Will Jennings \| Ganadora \| \| Premios Globo de Oro (1998) \| Mejor director \| James Cameron \| Ganadora \| \| Premios Globo de Oro (1998) \| Mejor película dramática \| James Cameron[201] \| Ganadora \| \| Premios Globo de Oro (1998) \| Mejor actor - Drama \| Leonardo DiCaprio \| Nominado \| \| Premios Globo de Oro (1998) \| Mejor actriz - Drama \| Kate Winslet \| Nominada \| \| Premios Globo de Oro (1998) \| Mejor actriz de reparto \| Gloria Stuart \| Nominada \| \| Premios Globo de Oro (1998) \| Mejor guion \| James Cameron \| Nominado \| |                                                     |                                                              |           |
| Premio | Categoría                                           | Receptor                                                     | Resultado |
| Premios Óscar (1998) | Mejor película                                      | James Cameron Jon Landau                                     | Ganadora  |
| Premios Óscar (1998) | Mejor director                                      | James Cameron                                                | Ganadora  |
| Premios Óscar (1998) | Mejor dirección de arte - decorado de set           | Peter Lamont Michael Ford                                    | Ganadora  |
| Premios Óscar (1998) | Mejor fotografía                                    | Russell Carpenter                                            | Ganadora  |
| Premios Óscar (1998) | Mejor diseño de vestuario                           | Deborah Lynn Scott                                           | Ganadora  |
| Premios Óscar (1998) | Mejores efectos visuales                            | Robert Legato Mark A. Lasoff Thomas L. Fisher Michael Kanfer | Ganadora  |
| Premios Óscar (1998) | Mejor montaje                                       | Conrad Buff IV James Cameron Richard A. Harris               | Ganadora  |
| Premios Óscar (1998) | Mejor banda sonora                                  | James Horner                                                 | Ganadora  |
| Premios Óscar (1998) | Mejor canción original                              | James Horner Will Jennings                                   | Ganadora  |
| Premios Óscar (1998) | Mejor sonido                                        | Gary Rydstrom Tom Johnson Gary Summers Mark Ulano            | Ganadora  |
| Premios Óscar (1998) | Mejor edición de sonido                             | Tom Bellfort Christopher Boyes                               | Ganadora  |
| Premios Óscar (1998) | Mejor actriz                                        | Kate Winslet                                                 | Nominada  |
| Premios Óscar (1998) | Mejor actriz de reparto                             | Gloria Stuart                                                | Nominada  |
| Premios Óscar (1998) | Mejor maquillaje                                    | Tina Earnshaw Greg Cannom Simon Thompson                     | Nominada  |
| Premios BAFTA (1998) | BAFTA Anthony Asquith a la mejor música de película | James Horner                                                 | Nominada  |
| Premios BAFTA (1998) | Mejor fotografía                                    | Russell Carpenter                                            | Nominada  |
| Premios BAFTA (1998) | Mejor diseño de vestuario                           | Deborah Lynn Scott                                           | Nominada  |
| Premios BAFTA (1998) | BAFTA David Lean al mejor director                  | James Cameron                                                | Nominada  |
| Premios BAFTA (1998) | Mejores efectos visuales                            | Robert Legato Mark A. Lasoff Thomas L. Fisher Michael Kanfer | Nominada  |
| Premios BAFTA (1998) | Mejor montaje                                       | Conrad Buff IV James Cameron Richard A. Harris               | Nominada  |
| Premios BAFTA (1998) | Mejor película                                      | James Cameron Jon Landau                                     | Nominada  |
| Premios BAFTA (1998) | Mejor maquillaje y peluquería                       | Tina Earnshaw Simon Thompson Kay Georgiou                    | Nominada  |
| Premios BAFTA (1998) | Mejor sonido                                        | Gary Rydstrom Tom Johnson Gary Summers Mark Ulano            | Nominada  |
| Premios BAFTA (1998) | Mejor diseño de producción                          | Peter Lamont                                                 | Nominada  |
| Premios Globo de Oro (1998) | Mejor banda sonora                                  | James Horner                                                 | Ganadora  |
| Premios Globo de Oro (1998) | Mejor canción original                              | James Horner Will Jennings                                   | Ganadora  |
| Premios Globo de Oro (1998) | Mejor director                                      | James Cameron                                                | Ganadora  |
| Premios Globo de Oro (1998) | Mejor película dramática                            | James Cameron                                                | Ganadora  |
| Premios Globo de Oro (1998) | Mejor actor - Drama                                 | Leonardo DiCaprio                                            | Nominado  |
| Premios Globo de Oro (1998) | Mejor actriz - Drama                                | Kate Winslet                                                 | Nominada  |
| Premios Globo de Oro (1998) | Mejor actriz de reparto                             | Gloria Stuart                                                | Nominada  |
| Premios Globo de Oro (1998) | Mejor guion                                         | James Cameron                                                | Nominado  |

## Legado

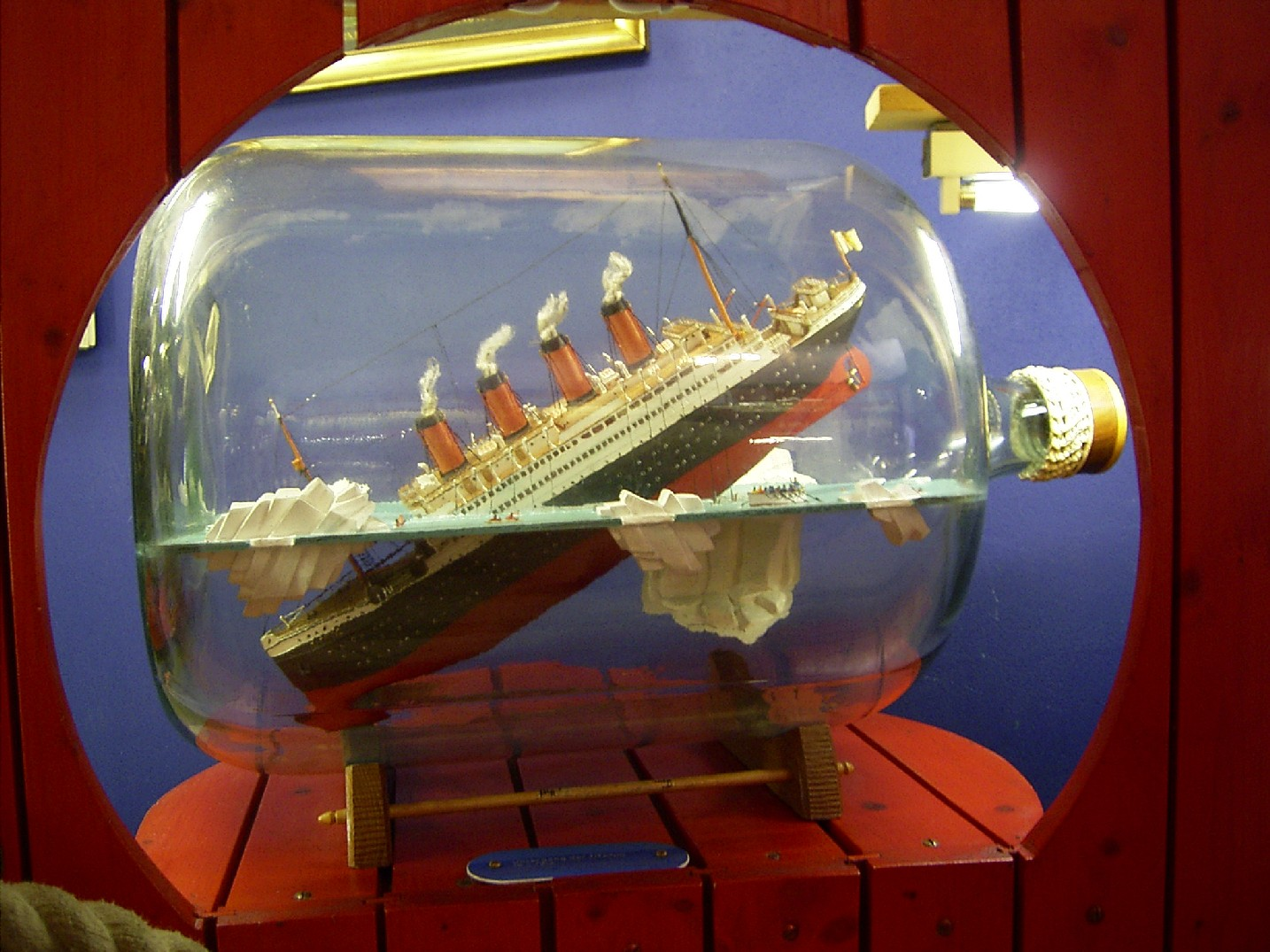
Imagen de un modelo en miniatura del Titanic en el interior de una botella de cristal, en reminiscencia al hundimiento del mismo tras chocar con el iceberg.

Titanic «marcó una fiebre a nivel mundial» tras su estreno. De acuerdo al profesor de psicología Jonathan Freedman, de la Universidad de Toronto, «es llamado 'contagio de masas', en donde la gente reacciona a algo e influye en los demás [...] Si nadie hubiese escuchado que hay personas que han ido a ver Titanic diez veces, entonces quizá menos personas habrían ido a verla diez veces. Se ha convertido en un fenómeno general, donde la gente intenta romper el récord de otros». El autor Richard Parton Howells, en su libro The myth of the Titanic, añade que la producción de Cameron es bien conocida por representar con exactitud los sucesos históricos y que «ha sido la que ha informado a muchos sobre la historia del Titanic». De acuerdo a Warren Buckland, el filme obtuvo tal fama en parte por la combinación de una trama romántica y escenarios caóticos. En su opinión, «[la cinta] es ejemplo de una importante tendencia en las películas de acción/aventura estadounidenses: la consciencia recurre a las audiencias femeninas». Buckland cita a continuación las similitudes entre la película y Alien, el octavo pasajero así como The Terminator, al considerar que en ambas producciones el rol estelar recae en una mujer fuerte, tal y como sucede en Titanic con el personaje de Rose. Lo cierto es que varios estudiosos y académicos se han empeñado en explicar el considerable éxito de la película en la audiencia: sus teorías abarcan desde la combinación de géneros, el estilo visual, la «Leomania» y el marketing hasta la canción principal interpretada por Celine Dion («My Heart Will Go On»). Un factor importante es que Titanic logró la misma atención tanto del público masculino como del femenino, y acrecentó el interés en el lujoso transatlántico hundido en 1912.
Desde 1998, se la consideró la película con más recaudaciones de todos los tiempos, hasta comienzos de 2010 cuando la siguiente producción de Cameron, Avatar, superó en recaudaciones a Titanic. Su éxito se tradujo también en el sector crítico, donde se le premió con diversos galardones, entre los cuales sobresalen los once premios Óscar que obtuvo, cifra solamente igualada por Ben-Hur en 1959 (al récord se sumaría luego El Señor de los Anillos: el retorno del Rey, en 2003). En la ceremonia de premiación, tras obtener el reconocimiento como «Mejor director», Cameron terminó su discurso diciendo: «I'm the king of the world!» («Soy el rey del mundo»), una frase citada por DiCaprio en una de las escenas memorables de la película. La frase adquirió relevancia a partir de este suceso y se le ha catalogado como una de las citas más célebres del cine por parte del American Film Institute (AFI), aunque también como «una de las más cursis» según una encuesta hecha en 2004. El mismo Instituto la incluyó en 6.º lugar en la categoría de películas épicas en su AFI's 10 Top 10, una clasificación de las diez mejores películas norteamericanas. En 2008, la publicación Empire eligió a Titanic como una de las «500 mejores películas de todos los tiempos», similar al listado hecho por el AFI donde la consideró entre sus «100 mejores producciones cinematográficas de la historia». En el 2017, la película fue considerada «cultural, histórica y estéticamente significativa» por la Biblioteca del Congreso de Estados Unidos y seleccionada para su preservación en el National Film Registry.
En una entrevista hecha por la revista Wired a Cameron, el cineasta señaló: «Tras el éxito de la película, me interesé menos en el cine de Hollywood y más en los desafíos de la fotografía y la exploración acuáticas». Así, después de Titanic, se ocupó de dirigir los documentales Expedition: Bismarck (en torno al hundimiento del acorazado Bismarck), Ghosts of the Abyss (donde explora de nuevo el pecio del Titanic) y Aliens of the Deep (en el cual el director se embarca con científicos de la NASA en la dorsal mediooceánica para filmar formas de vida inéditas). En cuanto a los protagonistas, DiCaprio confesó en una entrevista a la revista estadounidense Ok! que la cinta le había dado una notable popularidad como actor, en especial por las jóvenes que acudían a verlo en los cines. Esta situación también se extendió a Winslet. La prensa consideraba que el personaje de Jack en Titanic difícilmente podría «ser superado» por DiCaprio en sus siguientes filmes. El actor confesó que esta situación le resultaba «incómoda», ya que «no quería ser identificado por siempre como Jack». Mientras tanto, Winslet consideró que a partir de su participación en Titanic pudo elegir «libremente» los siguientes proyectos en los que quería participar. En sus propias palabras: «después de Titanic, la gente empezó a catalogarnos como la nueva 'pareja de ensueño de Hollywood', pero gracias a Dios no nos fuimos por ese camino». La siguiente ocasión en la que ambos actores volverían a actuar juntos en una cinta sería en Revolutionary Road, en 2008.
En 2008, se inauguró una exhibición con objetos y vestuarios usados en la producción de la película a manera de homenaje al filme. De acuerdo con su creadora, «más de un millón de personas» visitaron la exhibición en sus dos años de existencia; cerró a principios de 2010. Esta muestra formó parte del museo estadounidense Titanic Branson, que además contiene otras exhibiciones con artefactos del barco y una serie de visitas guiadas al edificio en el que se alberga, reminiscente en su apariencia al transatlántico desaparecido. Con motivo del relanzamiento de Titanic en 3D en 2012, se inauguró una nueva exhibición con objetos usados en la producción del filme. En Kabul, Afganistán, el filme gozó de una cierta popularidad entre sus habitantes, quienes se cortaban el cabello al estilo de DiCaprio en su personaje de Jack e incluso se adoptó el logotipo de Titanic en productos comerciales. Esto adquiere relevancia dado el hecho de que en los años 2000 estaban prohibidos el cine, la televisión y el video en esa región (para ver Titanic, se hicieron de casetes VHS provenientes de Pakistán o Irán). Según Kate Clark, «posiblemente los afganos veían al barco como el símbolo del régimen talibán, aparentemente inexpugnable, pero en la realidad algo defectuoso». Debido al éxito de la cinta, Fox planteó en enero de 1998 que seguiría manteniendo bajo control los presupuestos de sus siguientes cintas, aunque «lo harían de diferente forma». Bill Mechanic comentó que «no es una buena propuesta de negocios» al referirse a futuras producciones de similar o igual presupuesto que el de Titanic. USA Today comentó que la cinta había «destruido» varias políticas adoptadas por los estudios de esa época, entre las cuales sobresalían que «una película de tres horas era muy larga como para ser un blockbuster» o que «los jóvenes no acudirían al cine a ver un drama histórico».

## Formato doméstico
Titanic se lanzó en VHS el 1 de septiembre de 1998 y en Laserdisc el 13 de octubre de ese mismo año. El lanzamiento del VHS coincidió con el de Back to Titanic, que había sido lanzado siete días antes. De acuerdo a la revista The Hollywood Reporter, se comercializaron 57 millones de casetes VHS entre finales de 1998 y comienzos de 1999, lo cual representó económicamente ganancias de mil millones USD. De esta forma, superó el récord de ventas en vídeo de El rey león (1994).
El 31 de julio de 1999, salió una versión de un solo disco en DVD, sin ningún material especial, a excepción de un tráiler. Aun así alcanzó el éxito; con un millón de copias vendidas, llegó a ser el DVD más vendido hasta el momento. El número en ese momento era muy elevado, ya que menos del 5 % de las casas en Estados Unidos tenían un reproductor de DVD. Sobre la falta de material especial, Megan Burrows, presidenta del departamento de Home media (formato casero) de Paramount, dijo: «Cuando lanzamos el DVD original de Titanic, la industria era mucho más pequeña y los extras no eran del nivel que son ahora».
El 25 de octubre de 2005, se lanzó una versión en DVD de tres discos para Estados Unidos y Canadá, llamada Special Collector's Edition («Edición de coleccionista») que esta vez tenía varios contenidos especiales.
El 7 de noviembre de 2005 Fox lanzó una versión de cuatro discos titulada Deluxe Collector's Edition («versión de lujo de colección») que incluía 29 escenas eliminadas, un final alternativo y el vídeo de «My Heart Will Go On», entre otras cosas. En el Reino Unido se lanzó una versión de cinco discos, titulada Deluxe Limited Edition («versión de lujo limitada»), que incluía el documental de Cameron sobre el naufragio del Titanic, llamado Ghosts of the Abyss.

## Lectura complementaria
- Cameron, Stephen (1998). Titanic: Belfast's Own. Irlanda: Wolfhound Press. ISBN 0-8632-7685-7.
- Frakes, Randall (1998). Titanic: James Cameron's Illustrated Screenplay. Nueva York: Harper. ISBN 0-0609-5307-1.
- Mireille Majoor; James Cameron (2003). Titanic: Ghosts of the Abyss. Nueva York: Scholastic. ISBN 1-8958-9231-7.
- Molony, Senan (2005). Titanic: A Primary Source History. Canadá: Gareth Stevens. ISBN 0-8368-5980-4.